# Тежки крайцери тип „Могами“
Могами (на японски: 最上型重巡洋艦) са серия тежки крайцери на Императорските ВМС на Япония. Първоначално са построени като леки крайцери, но впоследствие са преустроени на тежки. Всичко са построени 4 единици: „Могами“ (на японски: 最上), „Микума“ (на японски: 三隈), „Судзуя“ (на японски: 鈴谷) и „Кумано“ (на японски: 熊野). Вземат участие във Втората световна война, всички загиват в хода на военните действия.
Проектът се разработва на фона на подписания през 1930 г. Лондонски морски договор, който лишава Япония за периода на действие на това съглашение (1931 – 1936 г.) от възможността да строи нови тежки крайцери. Новите крайцери със 155-мм артилерия на главния калибър (ГК) са определени за тяхна замяна, изпълнявайки същите бойни задачи. През лятото на 1931 г. е утвърден създаденият под ръководството на капитан 1-ви ранг Кикуо Фуджимото базов проект № C-37. Поръчките за четирите крайцера са подадени през март 1931 г. в рамките на Първата програма за попълнение на флота. Строителството на първата двойка, които получават имената „Могами“ и „Микума“, се води в периода 1931 – 1935 г. от Арсенала на флота в Куре и корабостроителницата на „Мицубиши“ в Нагасаки. Втората двойка, „Судзуя“ и „Кумано“ – в периода 1933 – 1937 г. от Арсенала на флота в Йокосука и корабостроителницата на „Кавасаки“ в Кобе.
Крайцерите представляват гладкопалубни кораби със S-образен носов край, вълнообразна горна палуба и масивна носова надстройка. Корпусът е максимално олекотен за сметка на намаляването на дебелината на листовете на обшивката и използването на електрозаваряване. Четиривалната паротурбинна установка с мощност от 152 000 к.с. (111,8 МВт) осигурява максимална скорост на хода от 37 възела, а запасът гориво им позволява да изминат 8000 морски мили с 14-възлов ход. Главният калибър на кораба включва петнадесет 155-мм оръдия Тип 3 с дължина на ствола от 60 калибра в пет триоръдейни куполни установки, с максимална далечина на стрелбата от 27,4 км. За защита от въздушни нападения има осем универсални 127-мм оръдия Тип 89 в четири сдвоени установки и два 40-мм автомата тип „Би“ (заменени с четири сдвоени 25-мм автомата и две сдвоени 13,2-мм пкартечници Тип 93). Развитото торпедно въоръжение включва четири тритръбни 610-мм торпедни апарата със система за механизирано презареждане, разчетени да използват парогазовите торпеда от тип 90. На борда имат три разузнавателни хидросамолета, пускани от два катапулта на арсенала Куре Тип № 2 модел 3. Броневата защита на крайцерите е разчетена за прикриване на погребите от попадения на 203-мм снаряди, а при
енергетичната установка – от попадения на 155-мм снаряди; дебелината на прикриващият ги брониран пояс достига 140 и 100 мм, съответно. Долната част на пояса играе ролята на противоторпедна преграда, отгоре тези отсеци са покрити от бронирана палуба с дебелина от 35 до 60 мм, бойната рубка е защитена до 100 мм броня. Екипажът на кораба трябва да се състои от 930 души, в т.ч. 70 офицера.
В процеса на строителството и в началото на службата си крайцерите преминават, в периода 1934 – 37 г., две мащабни модернизации, насочени към подобряван на здравината на корпуса и устойчивостта. В периода 1939 – 40 г. на тях са заменени кулите на ГК от 155-мм на 203-мм, както и първоначално е планирано.
Образувайки 7-ма дивизия, крайцерите от типа „Могами“ активно участват в бойните действия на Тихоокеанския театър на Втората световна война, в т.ч. в превземането на Малая, Нидерландска източна Индия, походът в Индийския океан, сраженията при атола Мидуей, при островите Санта Крус и във Филипинско море и залива Лейте. „Микума“ загива при Мидуей, „Судзуя“ и „Могами“ – при Лейте, а „Кумано“ – скоро след него. В хода на войната крайцерите преминават три военни модернизации, в т.ч. „Могами“ е преустроен на авионосен крайцер.

## Разработване на проекта
На 21 април 1930 г. в Лондон е подписан новият мултидържавен договор за ограничаване на морските въоръжения, постановяващ, в частност, качествени и количествени ограничения върху класа на крайцери на САЩ, Великобритания и Япония. В член 15 на Договора всички крайцери се подразделят на тежки (калибър на оръдията над 155 мм) и леки (калибър на оръдията от 155 мм и по-малко). За Япония сумарният таван за водоизместимостта на тежките крайцери е установен на 108 400 дълги тона (110 134 метрични), и в него се вписват точно двенадесетте вече намиращи се в състава на флота и строящи се единици. Тези ограничения отведнъж зачерават плановете за строителството на още четири 10 000-тонни крайцера от типа „Подобрен Такао“, които е планирано да се заложат в периода 1930 – 31 г. и да влязат в строй в периода 1934 – 35 г. Те са включени в програмата за попълнение на флота от 5-та година на Шьова (1930 г.), окончателният вариант на която е утвърден от министъра на флота Кейсуке Окада на 14 май 1929 г.
За леките крайцери на Япония Договорът постановява сумарен лимит от 100 450 дълги тона (102 057 метрични), който също така е практически напълно използван от вече намиращите се в строй кораби – при тяхната обща водоизместимост от 98 415 д.т неизползвани остават едва 2035 д.т. Обаче пространството за маневри при тях е много по-голямо: четирите стари бронепалубни крайцера („Тоне“, „Чикума“, „Хирадо“, „Яхаги“) със сумарна водоизместимост от 16 960 д.т вече достигат пределната си възраст на служба. През 1935 г. тя трябва да бъде достигната от два крайцера на типа „Тенрю“ (6460 д.т), а през 1936 г. – от главния крайцер на типа „Кума“ (5100 д.т). Освен това точка „b“ на член 20 от Договора разрешава на Япония да замени още един крайцер от типа „Кума“ („Тама“) с нов кораб през 1936 г., а член 19 позволява залагането на замяна за останалите три крайцера от този тип („Китаками“, „Ои“, „Кисо“) през 1934 г. За тази цел е планирано да се проведе конверсия на крайцерите „Кума“, „Тама“ и „Китаками“ в учебни, обаче нейното начало, набелязано за декември 1933 г., е отначало отложено поради липса на средства, а по-късно и е напълно отменено във връзка с излизането на Япония от всички договори по ограничаване на морските въоръжения. Така или иначе, за строителство в началото на 1930-те стават достъпни цели 50 955 д.т, от които кораби за 35 655 д.т могат да бъдат заложени веднага, а още 15 300 д.т – през 1934 г. С оглед максималната възможна водоизместимост на всеки отделен крйацер от 10 000 д.т японският Морски Генерален Щаб (МГЩ) смята за най-оптимален вариант построяването в рамките на достъпния лимит на четири 8500-тонни крайцера в периода до 1936 г. и на два 8450-тонни крайцера впоследствие.
Разработката на проекта за 8500-тонните леки крайцери (крайцерите „B“) започва през същата 1930 г. в трета секция на Морския технически департамент (МТД) под ръководството на капитан 1-ви ранг Кикуо Фуджимото. МГЩ дава за тях следното тактико-техническо задание:
- Основно въоръжение от петнадесет 155-мм оръдия в триоръдейни куполни установки и четири тритръбни 610-мм торпедни апарата на горната палуба, по два на борд. Освен това предвиждането на възможност за замяна на триоръдейните 155-мм установки с двуоръдейни 203-мм след излизането от договорите за ограничаване на морските въоръжения или в случай на необходимост, в съответствие с постановлението на Висшия военен съвет от 23 юли 1930 г.
- Бронева защита, прикриваща погребите от попадения на 203-мм снаряди и отсеците на енергетичната установка от 155-мм снаряди.
- Максимална скорост на хода от 37 възела, далечина на плаване до 8000 морски мили на 14 възела.
- Основните им задачи са такива, като на тежките крайцери (крайцерите „A“) – прикритие на своите леки сили, борба с вражеските сили, разузнаване. Предполагаеми противници – американските и британските крайцери с 203-мм оръдия, успешното унищожаване на които трябва да се осигури от планираната замяна на установките на главния калибър[7].

По този начин, тези изисквания слабо се различават от изискванията към 10 000-тоните крайцери „A“. 8500-тоните кораби трябва успешно да заменят крайцерите от типа „Подобрен „Такао““, строителството на които става невъзможно поради договорните ограничения, имайки при това значително по-малки размери. Изпълнението даже на тази инженерна задача е почти нереално, но МГЩ в допълнение разширява изискванията, говорейки за необходимост от поставяне на допълнително оборудване. В резултат на това, независимо от предвиденото масирано използване на електрозаваряване, утвърденият през лятото на 1931 г. базов проект № C-37 има стандартна водоизместимост от 9500 д.т.
Крайцерите „B“ от проекта C-37 имат много общо с крайния облик на крайцерите от типа „Такао“, разминавайки се в разположението на носовите установки на главния калибър (издигната е третата, а не втората установка) и в наличието на един комин вместо два (в резултат на намаляването на броя на котлите от двенадесет до десет). Те трябва да имат аналогичната масивна носова надстройка, съвпадат и формите на четириногата фокмачта, триногата гротмачта, на кърмовата надстройка с хангара, разположението на торпедните апарати (които стават титръбни вместо сдвоени), на малокалибрената зенитна артилерия от двата 40-мм автомата тип „Би“. Зенитните оръдия са заменени с новите 127-мм с дължина на ствола от 40 калибра, техния сравнително неголям брой (четири) трябва да се компенсира от възможността на 155-мм оръдия на ГК да водят ефективен огън по въздушни цели.
Проектът за новата корабостроителна програма, разработена с оглед ограниченията на Лондонския договор, е подготовен от заместитник началника на МГЩ адмирал Осами Нагано и от заместник министъра на флота – адмирал Сэйдзо Кобаяши. Заедно с началника на МГЩ, адмирал Наоми Танигучи, на 27 юни 1930 г. те го представят на министъра на флота, адмирал Такеши Такарабе. Според предложения план се предполага построяването на общо 117 военни кораба, от тях 76 (в т.ч. четири 8500-тонни крайцера „B“) до декември 1936 г., а за останалите – от 1934 до 1938 г. На 8 юли Такарабе одобрява плана и съобщава, че се бори за неговото изпълнение, доколкото това е възможно. На 23 юли проектът за програмата се обсъжда и е одобрен на заседание на Върховния военен съвет. На 7 октомври новият министър на флота, адмирал Кийокадзу Або го представя на премиер-министъра Осачи Хамагучи, но получава отказ, поради прекомерните заложени разходи. Або предлага модифициран вариант на програмата с намаляване на броя на корабите до 59, но на заседанието на правителството от 22 октомври Хамагучи, разписва съкратен бюджет, предвиждащ финансиране за построяването на 25 кораба. Такова съкращение предизвиква възражения от страна на флота, но на 9 ноември Хамагучи и Або успяват да се договорят за компромисен вариант. Новата програма на стойност 247,08 милиона йени, включаваща построяването на 39 кораба, в т.ч. и на четири крайцера „B“, е одобрена на 11 ноември от правителството и на 15 ноември е предадена на Танигучи. Тя е приет в рамките на 59-а сесия на японския парламент през март 1931 г. и става известна като Първа програма за попълнение на флота.

## Конструкция

### Корпус и компоновка
В конструкцията на корпуса на крайцерите от проекта C-37 са използвани нововъведенията, предложени от капитан 1-ви ранг Юдзуру Хирага в началото на 1920-те за тежките крайцер от типа „Фурутака“. Преди всичко, корпусът е гладкопалубен и има вълнообразна горна палуба. Максималната си височина от 8,0 м надводният борд, по проект, достига при носовия край, който също така има традиционната форма във вид на изтеглена буква S, в централната част (между 43-я и 202-я шпангоут) надводният борд има височина 5,5 м, снижавайки се към кърмата до 5,3 м. Всичките четири крайцера, обаче, още в хода на строителството си, са подложени на първата си мащабна модификация, в хода на която е намалено разстоянието между палубите и, като следствие, – е снижена височината на надводния борд. За втората двойка крайцери неговият диапазон височини е снижен до 7,65 м, 5,15 м и 4,65 м, съответно, а при намиращата се в по-висока степен на готовност първа двойка крайцери височината на надводния борд при кърмата е намалена до 4,9 м.
Второто нововъведение, предложено навремето от Хирага, става използването на бронирания пояс и бронираната средна палуба за осигуряването на надлъжната здравина. При това самата конструкция на корпуса е много по-лека, отколкото на тежките крайцери. Ако крайцер от типа „Такао“ има външни листове на обшивката с дебелина от 22 до 25 мм, то на „Могами“ тя е намалена до 14 – 22 мм, дебелината на вътрешните листове е намалена от 9 – 11 мм до 8 мм, на стрингерите – от 11 – 22 мм до 10 – 18 мм. Основният конструкционен материал става стомана тип „D“, която заменя обичайната високоякостна стомана от типа HT. Корпусът на крайцерите от типа „Могами“ е изцяло заварен, с използването на заваръчни съединения по стиковете вместо традиционните нитовани. При това на основа на опита от построяването на плавбазата „Тайгей“ в Йокосука в периода 1933 – 34 г. за целите на увеличаването на здравината готовите блокове от заварени конструкции се съединяват с нитовани стиковащи планки. Максималното тегло на метрова секция от корпуса намалява до 17,37 тона, като в същото време за типа „Такао“ то съставлява 18,61 тона, а при типа „Миоко“ – 19,17 тона. Общото тегло на корпуса на „Могами“ съставя 3683 тона против над 4000 тона при неговите предшественици.
„Могами“ и „Микума“ влизат в строй именно с такава конструкция на корпуса, обаче повредите, получени от „Могами“ на ходовите изпитания, а също така повредите, получени от двата крайцера в хода на инцидента с Четвърти флот, водят до преразглеждане на отношението към заваряването и дебелината на обшивката. През 1936 г. крайцерите са подложени на втора мащабна модификация: първата двойка, в хода на модернизацията, „Судзуя“ – в хода на дострояването на вода, „Кумано“ – на стапела. При това заваръчните съединения се заменят с нитови по цялата централна част на корпуса (80% от дължината), по краищата листовете стомана тип „D“ са заменени с листа низковъглеродна конструкциона стомана, която е заварена, – като такива, които нямат тенденция за образуването на пукнатини. С допълнителни листа е усилена прилежащата към кила част от дъното, обшивката между горната палуба и палубата за зенитните оръдия и автомати, а също така тяхната палубна настилка. Теглото на корпуса, след тази модификация, нараства с над 1000 тона (за „Могами“ съставя 1063 т), и надлъжните напрежения вече се вписват в постановените допустими величини.
Разстоянието между шпангоутите – шпацията – съставлява 600 мм по краищата (от 1 до 49 и от 179 до 239 шпангоут – 29,40 и 36,00 м), 900 мм в зоната на носовите погреби (49 – 85 шпангоут за първата двойка и 49 – 89 за втората – 42,40 м и 36,32 м, съответно), 1020 мм и 1050 мм в зоната на котелните отделения (85 – 125 шпангоут при първата двойка и 89 – 125, а за втората – 44,24 м и 40,32 м, съответно), 1110 и 1200 мм в зоната на машинните отделения (от 125 до 155 шпангоут – 33,9 м), 900 и 760 мм в зоната на кърмовите погреби (от 155 до 179 шпангоут – 21,46 м).
Според първоначалния проект C-37 крайцерите трябва да носят масивна десететажна носова надстройка, аналогична на надстройката при типа „Такао“, обаче инцидентът с миноносеца „Томодзуру“, който се преобръща на 12 март 1934 г. по време на щорм, и последващата това първа мащабна модификация водят до преразглеждането на това решение. В крайна сметка, през есента на 1934 г., е утвърден много по-компактен вариант, който е различен при първата и втората двойка крайцери. Седемте нива на надстройката включват в себе си следните помещения и оборудване:
- На първото от палубата на зенитните оръдия и автомати ниво на „Могами“ и „Микума“, в предната част, са разположени радиотелефонните постове № 1 и № 2, а задната част се заема от димоходите и вентилационните канали. На „Судзуя“ и „Кумано“, с по-малък брой котельни отделения, компоновката на етажа се различава. В предната му част са разположени каютата на щурмана по десния борд и щурманската рубка по левия. В задната част – радиотелефонен пост № 2 по десния борд и постът на борбата за живучест № 2 по левия, а също така вентилационните канали за котелни отделения № 1 и № 2;
- На второто ниво се намират походните каюти на адмирала и командира на кораба в предната част, в средната част е походната каюта за офицерите по десния борд и каютата на щурмана („Могами“ и „Микума“)/радиотелефонен пост № 1 („Судзуя“ и „Кумано“) по левия, в задната са килерите и електроразпределителното табло. По бордовете на етажа, на платформи, са разположени СУАЗО тип 91 в кулички и наблюдателните постове;
- На третото ниво, в предната част, се намират двете сдвоени 13,2-мм картечници тип 93, прикритата с броня рулева рубка и постът на борбата за живучест № 1, в задната – приемателната радиорубка и походната каюта. По бордовете, в предната част на мостика, са разположени наблюдателните постове и 1,5-метровите навигационни далекомери в закрити кулички, в задната – 60-см сигнални прожектори на издигнати площадки;
- На четвъртия етаж се намират оперативната рубка в предната част, предавателната радиорубка и още една походна каюта в задната. На площадка на фокмачтата е разположен сигналния пост, по бордовете на мостика – четири поста за управление на прожекторите тип 94;
- На петото ниво, в предната част, се намира компаснния мостик (с главния и резервен компаси), 12-см и 18-см бинокуляри, в задната, в съседство с опорите на фокмачтата – второто електроразпределителното табло. На бордови платформи се намират постовете с торпедните визьори тип 91 мод. 3, приборите за управление на торпедната стрелба тип 92 и 12-см бинокуляри;
- Шестия етаж представлява 6-метров стереодалекомер тип 94 във въртяща се на 360° кула;
- Накрая, горното седмо ниво, представлява КДП тип 95 с визьора за централизирано насочване тип 94 мод. 2, оборудван с 12-см бинокуляри[15].

Намиращата се зад носовата надстройка тринога фокмачта носи на топа антената на радиопеленгатора, на нея, в закрита площадка, е оборудван радиопеленгаторен пост. На реите на фокмачтата са поставени два анемометъра и 2-КВт сигнална светлина. В компактната кърмова надстройка са разположени резервният КДП тип 95, резервен мостик с 12-см бинокуляри, наблюдателен пост и килери. Към нея е долепена гротмачтата с масивна товарна стрела, увенчана също така с 2-КВт сигнална светлина.
Разпределението на теглата на елементите при представителите на първата и втората двойка крайцери след влизането им в строй (със завършената първа и втора мащабни модификации, съответно) изглежда по следния начин:
|                                | Данни от изпитанията на „Могами“, 10 юли 1935 г. | Данни от изпитанията на „Могами“, 10 юли 1935 г. | Данни от изпитанията „Кумано“ 22 октомври 1937 г. | Данни от изпитанията „Кумано“ 22 октомври 1937 г. |
|                                | Маса, т                                          | В проценти                                       | Маса, т                                           | В проценти                                        |
| ------------------------------ | ------------------------------------------------ | ------------------------------------------------ | ------------------------------------------------- | ------------------------------------------------- |
| Корпус                         | 3682,9                                           | 28,4 %                                           | 4492,5                                            | 32,7 %                                            |
| Бронева защита                 | 2028,7                                           | 15,6 %                                           | 2065,0                                            | 15,0 %                                            |
| Оборудване и снаряжение        | 1012,9                                           | 7,8 %                                            | 991,3                                             | 7,3 %                                             |
| Въоръжение                     | 2004,9                                           | 15,4 %                                           | 2103,5                                            | 15,3 %                                            |
| Енергетична установка          | 2477,3                                           | 19,1 %                                           | 2358,1                                            | 17,2 %                                            |
| Гориво и смазочно масло        | 1653,0                                           | 12,8 %                                           | 1592,1                                            | 11,6 %                                            |
| Запаси прясна вода             | 103,9                                            | 0,8 %                                            | 106,2                                             | 0,8 %                                             |
| Друго                          | 17,2                                             | 0,1 %                                            | 14,3                                              | 0,1 %                                             |
| Водоизместимост на изпитанията | 12 980,8                                         | 100 %                                            | 13 723,0                                          | 100 %                                             |

Сумарно крайцерите носят на борда си 11 плавателни средства: два 11 м моторни катера (за по 30 души всеки), един 8 м и два 12 м моторни баркаса (за 30 и 110 души, съответно), пет 9-метрови гребни спасителни катера (за 45 души) и едну 6 м работна лодка (за 15 души ).
Котвеното устройство на крайцерите от типа „Могами“ включва в себе си две котви с маса по 5,5 т и един стоп-анкер с маса 1,4 т. Носовият шпил, привеждан в действие от два електродвигателя по 100 к.с. всеки, е способен да набере веригите на котви с маса до 31,8 т със скорост 9 м в минута. Кърмовият може да вдига до 8,4 т също със скорост 9 м в минута.
| | Данни от изпитанията на крайцерите от типа „Могами“ за устойчивост | Данни от изпитанията на крайцерите от типа „Могами“ за устойчивост | Данни от изпитанията на крайцерите от типа „Могами“ за устойчивост | Данни от изпитанията на крайцерите от типа „Могами“ за устойчивост | Данни от изпитанията на крайцерите от типа „Могами“ за устойчивост | Данни от изпитанията на крайцерите от типа „Могами“ за устойчивост |
| | Водоизместимост                                                    | Газене                                                             | Метацентрична височина                                             | Височина на центъра на тежестта над водолинията                    | Диапазон на положителна устойчивост                                |                                                                    |
| --- | ------------------------------------------------------------------ | ------------------------------------------------------------------ | ------------------------------------------------------------------ | ------------------------------------------------------------------ | ------------------------------------------------------------------ | ------------------------------------------------------------------ |
| Базов проект C-37, разчетната стойност за водоизместимостта на изпитанията | 11 169 т                                                           | 5,50 м                                                             | 1,47 м                                                             | 1,03 м                                                             | -                                                                  |                                                                    |
| | При водоизместимост на празен                                      |                                                                    |                                                                    |                                                                    |                                                                    |                                                                    |
| „Могами“ през март 1935 г. | 10 347 т                                                           | 5,140 м                                                            | 0,530 м                                                            | 2,250 м                                                            | 79,8°                                                              |                                                                    |
| „Могами“, 10 юли 1935 г. | 10 379 т                                                           | 5,150 м                                                            | 0,530 м                                                            | 2,240 м                                                            | 78,8°                                                              |                                                                    |
| „Могами“, 7 февруари 1938 г. | 11 620 т                                                           | 5,170 м                                                            | 1,410 м                                                            | 2,280 м                                                            | 73,8°                                                              |                                                                    |
| „Могами“, 20 март 1940 г. | 11 655 т                                                           | 5,190 м                                                            | 1,430 м                                                            | 2,220 м                                                            | 75,3°                                                              |                                                                    |
| „Микума“, 18 октомври 1937 г. | 11 504 т                                                           | 5,160 м                                                            | 1,360 м                                                            | 2,380 м                                                            | 72,4°                                                              |                                                                    |
| „Микума“ 17 февруари 1940 г. | 11 560 т                                                           | 5,166 м                                                            | 1,318 м                                                            | 2,395 м                                                            | 72,0°                                                              |                                                                    |
| „Судзуя“, 12 октомври 1937 г. | 11 349 т                                                           | 5,119 м                                                            | 1,524 м                                                            | 2,239 м                                                            | 72,8°                                                              |                                                                    |
| „Судзуя“, 18 септември 1939 г. | 11 362 т                                                           | 5,116 м                                                            | 1,519 м                                                            | 2,243 м                                                            | 72,8°                                                              |                                                                    |
| „Кумано“, 22 октомври 1937 г. | 11 162 т                                                           | 5,034 м                                                            | 1,696 м                                                            | 2,200 м                                                            | 75,1°                                                              |                                                                    |
| „Кумано“, 8 декември 1939 г. | 11 259 т                                                           | 5,070 м                                                            | 1,580 м                                                            | 2,240 м                                                            | 73,8°                                                              |                                                                    |
| | При водоизместимост на празен с приет воден баласт                 |                                                                    |                                                                    |                                                                    |                                                                    |                                                                    |
| „Могами“ през март 1935 г. | 11 197 т                                                           | 5,490 м                                                            | 0,950 м                                                            | 1,510 м                                                            | 87,5°                                                              |                                                                    |
| „Могами“, 10 юли 1935 г. | 11 229 т                                                           | 5,520 м                                                            | 0,950 м                                                            | 1,490 м                                                            | 86,0°                                                              |                                                                    |
| „Могами“, 7 февруари 1938 г. | 12 231 т                                                           | 5,410 м                                                            | 1,390 м                                                            | 1,820 м                                                            | 77,3°                                                              |                                                                    |
| „Могами“, 20 март 1940 г. | 12 281 т                                                           | 5,450 м                                                            | 1,450 м                                                            | 1,710 м                                                            | 79,2°                                                              |                                                                    |
| „Микума“, 18 октомври 1937 г. | 12 286 т                                                           | 5,490 м                                                            | 1,350 м                                                            | 1,760 м                                                            | 76,9°                                                              |                                                                    |
| „Микума“, 17 февруари 1940 г. | 12 348 т                                                           | 5,476 м                                                            | 1,322 м                                                            | 1,782 м                                                            | 76,5°                                                              |                                                                    |
| „Судзуя“, 12 октомври 1937 г. | 11 890 т                                                           | 5,353 м                                                            | 1,525 м                                                            | 1,800 м                                                            | 76,0°                                                              |                                                                    |
| „Судзуя“, 18 септември 1939 г. | 11 929 т                                                           | 5,354 м                                                            | 1,537 м                                                            | 1,774 м                                                            | 76,3°                                                              |                                                                    |
| „Кумано“, 22 октомври 1937 г. | 11 713 т                                                           | 5,274 м                                                            | 1,683 м                                                            | 1,743 м                                                            | 78,6°                                                              |                                                                    |
| „Кумано“, 8 декември 1939 г. | 11 835 т                                                           | 5,310 м                                                            | 1,590 м                                                            | 1,760 м                                                            | 77,8°                                                              |                                                                    |
| | При водоизместимост на изпитанията                                 |                                                                    |                                                                    |                                                                    |                                                                    |                                                                    |
| „Могами“ през март 1935 г. | 12 962 т                                                           | 6,150 м                                                            | 1,490 м                                                            | 0,410 м                                                            | 94,8°                                                              |                                                                    |
| „Могами“, 10 юли 1935 г. | 12 981 т                                                           | 6,160 м                                                            | 1,500 м                                                            | 0,400 м                                                            | 94,5°                                                              |                                                                    |
| „Могами“, 7 февруари 1938 г. | 14 112 т                                                           | 6,090 м                                                            | 1,350 м                                                            | 0,620 м                                                            | 86,2°                                                              |                                                                    |
| „Могами“, 20 март 1940 г. | 14 146 т                                                           | 6,100 м                                                            | 1,350 м                                                            | 0,600 м                                                            | 86,9°                                                              |                                                                    |
| „Микума“, 18 октомври 1937 г. | 13 940 т                                                           | 6,045 м                                                            | 1,290 м                                                            | 0,750 м                                                            | 84,2°                                                              |                                                                    |
| „Микума“, 17 февруари 1940 г. | 13 985 т                                                           | 6,061 м                                                            | 1,253 м                                                            | 0,765 м                                                            | 83,7°                                                              |                                                                    |
| „Судзуя“, 12 октомври 1937 г. | 13 887 т                                                           | 6,058 м                                                            | 1,495 м                                                            | 0,547 м                                                            | 84,8°                                                              |                                                                    |
| „Судзуя“, 18 септември 1939 г. | 13 844 т                                                           | 6,043 м                                                            | 1,498 м                                                            | 0,573 м                                                            | 84,8°                                                              |                                                                    |
| „Кумано“, 22 октомври 1937 г. | 13 709 т                                                           | 5,985 м                                                            | 1,589 м                                                            | 0,496 м                                                            | 87,6°                                                              |                                                                    |
| „Кумано“, 8 декември 1939 г. | 13 813 т                                                           | 6,020 м                                                            | 1,460 м                                                            | 0,570 м                                                            | 85,4°                                                              |                                                                    |
| | При пълна водоизместимост                                          |                                                                    |                                                                    |                                                                    |                                                                    |                                                                    |
| „Могами“, 10 юли 1935 г. | 13 980 т                                                           | 6,480 м                                                            | 1,700 м                                                            | -0,050 м                                                           | 77,0°                                                              |                                                                    |
| „Могами“, 7 февруари 1938 г. | 15 057 т                                                           | 6,580 м                                                            | 1,270 м                                                            | 0,220 м                                                            | 88,1°                                                              |                                                                    |
| „Могами“, 20 март 1940 г. | 15 091 т                                                           | 6,570 м                                                            | 1,270 м                                                            | 0,180 м                                                            | 88,9°                                                              |                                                                    |
| „Микума“, 18 октомври 1937 г. | 14 888 т                                                           | 6,320 м                                                            | 1,200 м                                                            | 0,310 м                                                            | 86,2°                                                              |                                                                    |
| „Микума“, 17 февруари 1940 г. | 14 916 т                                                           | 6,349 м                                                            | 1,166 м                                                            | 0,368 м                                                            | 85,3°                                                              |                                                                    |
| „Судзуя“, 12 октомври 1937 г. | 14 849 т                                                           | 6,369 м                                                            | 1,428 м                                                            | 0,121 м                                                            | 87,0°                                                              |                                                                    |
| „Судзуя“, 18 септември 1939 г. | 14 795 т                                                           | 6,334 м                                                            | 1,421 м                                                            | 0,162 м                                                            | 87,0°                                                              |                                                                    |
| „Кумано“, 22 октомври 1937 г. | 14 684 т                                                           | 6,303 м                                                            | 1,507 м                                                            | 0,070 м                                                            | 89,4°                                                              |                                                                    |
| „Кумано“, 8 декември 1939 г. | 14 791 т                                                           | 6,330 м                                                            | 1,400 м                                                            | 0,130 м                                                            | 88,2°                                                              |                                                                    |
| В цвят са показани резултатите след първата и втората модернизация. Допустимите стойности, според резултатите от разследването на инцидента с „Томодзуру“, за крайцерите от 10 000 тона: при водоизместимост на празен метацентрична височина не по-малко от 0,6 м, височина на центъра на тежестта над водолинията не повече от 1,4 м, диапазон на положителна устойчивост не по-малко от 75°; при водоизместимост на изпитанията не по-малко от 1,0 м, не повече от 0 м, не по-малко от 85°. |                                                                    |                                                                    |                                                                    |                                                                    |                                                                    |                                                                    |

Метацентричната височина, според изначалния проект C-37, трябва да съставлява 1,03 м при водоизместимост на изпитанията 11 169 тона и газене от 5,5 м. Това, обаче, е прекомерно оптимистична прогноза, без да се отчита нито строителното претоварване (което за „Могами“ след влизането му в строй достига 1800 тона, или 15% от водоизместимостта), нито неудачното разпределение на теглата. На „Могами“, на 10 юли 1935 г., след първата мащабна модификация, метацентричната височина съставя 1,50 м при водоизместимост на изпитанията (12 981 т), 1,70 м при пълна водоизместимост (13 980 т), 0,53 м при водоизместимост на празен (10 379 т) и 1,49 м при водоизместимост на празен с приет 850 т воден баласт (11 229 т), което е в постановените от резултатите на инцидента с „Томодзуру“ допустими предели. След втората мащабна модификация водоизместимостта нараства с повече от 1000 тона, обаче влошение на устойчивостта няма благодарение на благоприятното разпределение на допълнителните тегла и поставянето на були с увеличена ширина. На „Могами“, на 7 февруари 1938 г., след изпълнението на тази модернизация метацентричната височина съставя 1,35 м при водоизместимост на изпитанията (14 112 т), 1,27 м при пълна водоизместимост (15 057 т), 1,41 м при водоизместимост на празен (11 620 т) и 1,82 м при водоизместимост на празен с приет 611 т воден баласт (12 231 т).

### Въоръжение

#### Артилерийско
Главният калибър на крайцерите от типа „Могами“ след построяването им включва петнадесет 155-мм оръдия тип 3 в пет триоръдейни кули. Тази арт-система е създадена под ръководството на инженера Чийокичи Хата и трябва по задание да има максималният разрешен според условията на Първия Лондонски договор калибър. Разработката ѝ започва през 1930 г., изпитанията са завършени през 1932, а на въоръжение в ЯИФ е приета на 7 май 1934 г. Оръдието има дължина на ствола 60 калибра, начална скорост 920 м/с и максимална скорострелност 7 изстрела в минута. То има бутален затвор, стволът е с моноблокова конструкция, общата му маса е 12,7 тона. По-малкото тегло на 155-мм снаряд на оръдието в сравнение с 203-мм трябва да се компенсира с по-голям брой оръдия и по-високата им скорострелност, така крайцерите „B“ трябва само незначително да отстъпват на крайцерите „A“ по обща огнева производителност. Аналогични съображения има и в американския флот при поръчките за нови крайцери.
От петте куполни установки №1 и №2 са разположени линейно една зад друга на носа, №3 – зад тях, но ниво по-нагоре, на зенитната палуба, №4 и №5 – в кърмата по линейно-терасовидната схема. При равен брой кули с по-ранните крайцери „A“ не е повторена тяхната компоновка – на последните кулите в носа са разположени „пирамидално“, а издигнатата сред тях е №2. На типа „Могами“ извисеното положение на кула №3 е с цел осигуряване на по-добри ъгли на обстрела.
Трицевната установка за 155-мм оръдия е разработена през 1932 г. също под ръководството на инженер Хата. При маса от 175 тона и диаметър на основата 5,71 м тя има кръгово брониране от плочи NVNC с дебелина 25 мм. Над него, на разстояние 10 см, се крепят тънки стоманени листове, играещи ролята на слънцезащитни екрани, важни за тропиците. В бойното отделение на установките са разположени затворените части на оръдията и техните лафети, оборудвани с хидравлични цилиндри за отката и пневматични накатници. Разстоянието между стволовете съставлява 1,55 м, което е недостатъчно за нормалното използване на затвора на централното оръдие, тъй като неговият механизъм изисква завъртане на 45°. В подкуполното отделение се намират две хидропомпи (работна течност – минерално масло, налягане в системата – 70,0 кгс/см²), задвижвани от два електродвигателя с мощност по 100 к.с.. Те привеждат в действие хидравличните механизми, осигуряващи завъртането на кулата (чрез червячна предавка, с до 6° в секунда), подема и спускането на оръдията (чрез механизма за вертикално насочване с пневмотрансмисия, с до 10° в секунда), а също работата на досилателите и подемниците. Обичайно се използва двойката от една помпа и един електродвигател, втората не работи. 55,87-кг снаряди от стелажите в погреба, с помощта на ролков транспортьор, се подават в междинното отделение, а оттам с помощта на бутащи подемници се доставят към оръдията. Времето за подем е 3 секунди, максималната производителност – 6 снаряда в минута. 19,5-кг заряди в картузи от погребите се подават в отделно междинно отделение, оттам с помощта на кофични подемници (отделени от претоварващото отделение с двойни огнезащитни люкове) се качват до оръдията. Времето за подем е 4 секунди, а максималната производителност – 5 заряда в минута. За всяко оръдие е предвидено един бутащ и един кофичен подемник, по три за кула. Зареждането на оръдията е при фиксиран ъгъл +7°, зареждането и досилката на снарядите е механизирано, зарядите в картузи се зареждат ръчно и се дотикват с хидравличен механизъм.
Към момента на влизане в строй се използват 155-мм снаряди образец 1931 г. (тип 91) два типа, приети на въоръжение на 17 април 1935 г. Това са бронебойния „гмуращ се“ снаряд с балистичен накрайник, носещ 1,152 кг състав ВВ тип 91 и способен да пробие 100-мм плоча NVNC на далечина 15 км при ъгъл на удар 60°, а също учебен снаряд. През 1938 г. към тях е добавен осветителен снаряд с парашут в две модификации, отличаващи се по яркост на светлината. Щатният боекомплект на 155-мм оръдия съставлява 2250 снаряда (150 на ствол), основно бронебойните тип 91.
Максималният ъгъл на възвишение на установките съставлява 55°, с пределна далечина на стрелбата (при ъгъл на възвишение 45°) от 27,5 км и досегаемост по височина 12 км. На етап проектиране се предполага установките на типа „Могами“ да са универсални, с максимален ъгъл на възвишение от 75° и досегаемост по височина 18 км (което се осигурява от началната им скорост 980 м/с). Но даже заложените в проекта скорости на подем и спускане на стволовете от 16° и броят на подемниците за снаряди и заряди не позволяват да се разчита на ефективен зенитен огън. Още повече, ъгълът на възвишение от 75° изисква прецизни механизми за вертикално насочване, във връзка с което се отказват от идеята за универсалност. Разсейването на снарядите при установките от типа „Могами“ се оказва по-добро, отколкото при носещите установки типове „D“ и „E“ на крайцерите тип „A“. На стрелбите, през август 1938 г., в пролива Бунго главният калибър на „Микума“ показва разсейване от 278 метра на далечина 20 км. Разчетът на една установка съставлява 24 души в бойното отделение, плюс 7 души в претоваръчното отделение за снаряди и 10 – в претоваръчното отделение за заряди.
155-мм установки са свалени от крайцерите и са заменени с двуоръдейните 203-мм в рамките на „Третия етап от работите за повишаване на ефективността“ в периода 1939 – 40 г.
Японският флот не е напълно удовлетворен от оръдията 200-мм/50 Тип 3 №1, които носят крайцерите от типовете „Фурутака“, „Аоба“ и „Миоко“. Те са по-малки от максимално разрешения от Вашингтонския договор калибър и отстъпват по тегло на снаряда на аналогичните оръдия в другите страни. С оглед постоянния стремеж на ръководството на японския флот да постигне качествено превъзходство над потенциалните противници, такова положение на нещата е недопустимо. Още един тласък за разработката на ново оръдие за тежките крайцери става създаването в периода 1923 – 1924 г. във Великобритания на 203-мм оръдия Mk.VIII, които имат ъгъл на възвишение до 70° и трябва да се използват и като универсални. Тези арт-системи са предназначени за тежките крайцери от типа „Кент“. Фактически британската програма напълно се проваля и използването на толкова тежки оръдия за осигуряване на ПВО се оказва невъзможно, но през цялата втора половина на 1920-те години това не е известно и японските адмирали пожелават да имат оръдие с такива характеристики.
Оръдието е разработено в периода 1930 – 1931 г. под ръководството на инженер С. Хада, който по-рано създава оръдието Тип 3 №1. На въоръжение Тип 3 №2 е прието на 25 юли 1931 г. Първоначално то има ъгъл на възвишение 70°, но достатъчно скоро става ясно, че зенитният огън на тези оръдия няма да бъде ефективен, за сметка на това конструкцията на кулите прекомерно се усложнява. На последващите модели ъгълът на възвишение е едва 55°. Най-голямата далечина на стрелбата се достига при ъгъл на възвишение 45°. Самото оръдие има преходна конструкция, с използването на телена намотоване на ствола и степенен бутален затвор на Уелин. Теоретически може да изстрелва 5 снаряда в минута, реално не повече от четири, при стрелба на големи дистанции и по-малко, вследствие необходимостта да се връщат оръдията на ъгъла за зареждане. Към началото на войната има пет типа снаряда: бронебоен, имащ само балистичен накрайник, Тип 91, съдържащ 3,11 кг тринитроанизол; фугасен, Тип 0, съдържащ 8,17 кг тринитроанизол; фугасен Тип 3, фактически осколочно-запалителен, напълнен със 198 запалителни тръбички; осветителен Тип „B“, съдържащ 5,13 кг пиротехническа смес и снабден с парашут; учебен Тип 91. Всички снаряди имат еднакво тегло – 125,85 кг. Зарядите са опаковани в копринени картузи и се делят на „общи“, „олекотени“ и „леки“.
За крайцерите от типа „Могами“ се налага разработването на нови кули, тъй като размерът на куполните основи при тях е по-голям, отколкото на предшествениците – 5,71 м срещу 5,029 м. Кулите са създадени на основата на Модела „E1“, който носи крайцерът „Мая“. Освен по-големия размер на основата, бойните отделения на кулите се оказват по-дълги с 20 см. Скоростта на вертикално насочване е намалена до 6°/с. Разстоянието между осите на оръдията вече е 190 см. Тъй като стволовете на 203-мм оръдия са по-дълги, отколкото на 155-мм, в походно положение цевите на оръдията на кула №2 не могат да се спуснат по-ниско от +12°. Боекомплектът се състои от 120 изстрела за всеки ствол. Броят на оръдейната прислуга намалява до 38 души: 19 в бойното отделение, 9 в снарядния и 10 в зарядния погреби.
Управлението на огъня на главния калибър по първоначалния проект C-37 е напълно идентично с типа „Такао“ и включва в себе си два визьора за централно насочване тип 14 (главен на върха на носовата надстройка, спомагателен на покрива на хангара за хидросамолетите), централен автомат на стрелбата тип 13 (две нива на надстройката по-надолу) и 6-метров далекомер тип 14 в отделна куличка. Обаче промените в проекта (преди всичко облика на носовата и кърмовата надстройки) в рамките на първия етап от работите за повишаване на ефективността в периода 1934 – 35 г. водят до промяна на тези планове. В окончателен вид системата за управление на огъня на 155-мм оръдия включва два командно-далекомерни поста тип 95 с визьори на централната наводка тип 94 модел 2 с 12-см бинокуляри: главен на върха на носовата надстройка и спомагателен зад гротмачтата. Под главния КДП се намира въртящата се площадка с 6-метров далекомер тип 94. В намиращия се в трюмната палуба отдясно на барбета на втората кула централен артилерийски пост (ЦАП) е поместен централният автомат на стрелбата (ЦАС) тип 92 1-ва модификация. ЦАС може да разчита скоростта на целта и необходимия ъгъл на възвишение за оръдията, изисквайки само въвеждане на данни за крена, в изчисленията се отчитат и вятъра по линията на огъня. Допълнително има два далекомера с 6-метрова база в състава на 155-мм установки №3 и №4, а също три 110-см прожектора тип 92 (два отстрани на комина и един зад него, всички на отделни площадки) и два 60-см сигнални прожектора (в отделни кулички зад носовите надстройки).
Среднокалибрената зенитна артилерия по проекта C-37 включва четири 127-мм оръдия тип 89 в единични палубни установки, разположени по бордовете около комина. През 1933 г. е взето решението за замяната на еднооръдейните установки с двуоръдейни, и числото на стволовете се увеличава до осем. Обаче поради дефицит на установките „Могами“, „Микума“ и „Судзуя“, през 1935 г., излизат на изпитания само с предната двойка установки (задната получават в хода на „Втори етап от работи за повишаване на ефективността“). Само строеният последен „Кумано“ влиза в строй през 1937 г. с всички четири установки. Проектирането на 127-мм зенитно оръдие започва през 1928 г. под ръководството на все същия инженер Чийокичи Хата, изпитанията започват през 1931 г., а на 6 февруари 1932 г. тя е приета на въоръжение във флота. При дължина на ствола от 40 калибра тази артилерийска система има начална скорост от 720 м/с и максимална скорострелност от 14 изстрела в минута, максималната далечина на стрелба достига 13,2 км, а досегаемостта по височина – 8,1 км.
Използваната сдвоена установка от тип A1 мод. 1 с маса 24,5 тона се привежда в действие от хидравлични механизми, работещи от 10-силен електродвигател, максималната скорост на насочването е 12°/сек, а на вдигане на оръдията – 6°/сек. Установкита имат щит за защита от пръските вода от 2-мм стомана. Щатният боекомплект за 127-мм оръдия се състои от 1600 унитарни изстрела, по 200 на ствол, максималният е 1680 изстрела, по 210 на ствол. 34,32-кг изстрели включват в себе си 7,25-кг месингова гилза с 3,98 кг бездимен барут „DC“ (кордит, стабилизиран с централит) и 23,0-кг снаряди, първоначално от един тип – фугасни (с челен дистанционен взривател тип 91 мод. 1 или с контактен взривател тип 88), носещи 1,78 кг тринитрофенол и имащи радиус на поражение на въздушните цели от 18,8 м. По-късно в боекомплекта са добавени осколочно-запалителните снаряди тип 3, с радиус на поражение на въздушните цели до 54 м, и осветителните с парашут модел B1, носещи 1,1 кг пиротехническа смес, при горенето на която се получава светлина с яркост до 680 000 кандела. Подаването на изстрелите от погребите (разположени под трюмната палуба в междината между погребите на третата кула на ГК и преградата на предните котелни отделения) до средната палуба става чрез два кофични елеватора за първара двойка крайцери и от четири при втората. Оттам те, на ръка, се пренасят в четири елеватора, подаващи ги в претоваръчното отделение в непосредствена близост от установките, където се складират в кранци. Зареждането се произвежда с помощта на полуавтоматични досилатели при всички ъгли на насочване, при това настройването на взривателя на снаряда се въвежда от автоматичен механизъм. За тренировки на зареждачите има заряден макет, разположен зад петата установка на ГК.
За управление на огъня на 127-мм оръдия се използват два комплекса СУАЗО тип 91. Прицелно-изчислителните механизми се намират на постовете за управление във въртящи се на ръка кулички (с максимална скорост на въртенето от 6,5°/сек) по бордовете на носовата надстройка, стереодалекомери тип 91 с 4,5-метрова база – на отделните далекомерни постове в кулички отстрани на фокмачтата. СУАЗО тип 91 е разработен от компанията „Нипон Кьогаку Кьогойо Кабушикигайша“ и е приет на въоръжение на 11 юни 1932 г. Той е разсчетен за определяне на разстояния до въздушните цели в диапазона 1000 – 13 500 м и летящи със скорост до 90 м/с.
Малокалибреното зенитно въоръжение е представено от четири сдвоени 25-мм автомата тип 96 в централната част на корпуса и от четири единични 13,2-мм картечници тип 93 в предната част на носовата надстройка. Първоачалният проект включва само два 40-мм автомата тип „Би“ („Викерс“ Mk II) странично на куличката с прожектори. Обаче те така и никога и не са поставяни поради техните недостатъци, макар платформи за тях да има на „Могами“ и „Микума“ при влизането им в строй и на „Судзуя“ при излизането му за ходовите изпитания, през ноември 1935 г. Голямокалибрените картечници са добавени на етапа на строителството през 1934 г., зенитните автомати заедно с двете визьорни колонки тип 95 – в хода на втория етап работи за повишаване на ефективността в периода 1936 – 1937 г. Погребът за 25-мм боеприпаси (16 000 снаряда, или 2000 на ствол) се намира под долната палуба между първата и втората кули на ГК, пълнителите за по 15 снаряда се качват оттам до нивото на средната палуба. После се пренасят ръчно, също в съседство с автоматите се намират кранци за първите изстрели. Картечният погреб се намира в съседство с погреба за 25-мм снаряди, за доставка на патроните до средната палуба се използва същият подемник. След това до основата на надстройката те се пренасят ръчно, до нивото на картечната платформа – с отделен подемник.
| Артилерията на крайцерите от типа „Могами“ | Артилерията на крайцерите от типа „Могами“ | Артилерията на крайцерите от типа „Могами“ | Артилерията на крайцерите от типа „Могами“ | Артилерията на крайцерите от типа „Могами“ | Артилерията на крайцерите от типа „Могами“ |
| Оръдие                                     | 155-мм/60 Тип 3                            | 203-мм/50 Тип 3 №2                         | 127-мм/40 Тип 89                           | 25-мм/60 Тип 96                            | 13,2-мм/76                                 |
| ------------------------------------------ | ------------------------------------------ | ------------------------------------------ | ------------------------------------------ | ------------------------------------------ | ------------------------------------------ |
| Калибър, мм                                | 155                                        | 203,2                                      | 127                                        | 25                                         | 13,2                                       |
| Дължина на ствола, калибри                 | 60                                         | 50                                         | 40                                         | 60                                         | 76                                         |
| Маса на оръдието, кг                       | 12 700                                     | 19 000                                     | 3060                                       | 115                                        | 19,5                                       |
| Скорострелност, изстрела/минута            | 5 – 7                                      | 3 – 4                                      | 11 – 14                                    | 100 – 120                                  | 200                                        |
| Тегло на снаряда, кг                       | 55,87                                      | 125,85                                     | 23                                         | 0,243 – 0,262                              | 0,052                                      |
| Начална скорост, м/с                       | 920                                        | 840                                        | 720                                        | 900                                        | 800                                        |
| Максимална далечина, м                     | 27 400                                     | 29 400                                     | 13 200                                     | 7500                                       | 7200                                       |
| Максимална досегаемост по височина, м      | 12 000                                     | –                                          | 9400                                       | 5200                                       | 1500                                       |

#### Минно-торпедно
Торпедното въоръжение е усилено в сравнение с типа „Такао“ и се състои от четири тритръбни въртящи се 610-мм торпедни апарата тип 90 модел 1. При маса от 15,75 тона, дължина 8,87 м и ширина 3,59 м, те могат да се въртят на максималните 105° както ръчно за 70 секунди, така и много бързо с помощта на 7-силен хидромотор за 5,3 секунди. Пускът на торпедата от тях щатно, от съображения за маскировка, се извършва със сгъстен въздух, но при необходимост могат да се използват и барутни заряди. Торпедните апарати се разположени на спонсоноподобни издатини на горната палуба отпред и отзад на катапултите, над машинните отделения. Изходният проект предполага тяхното поместване близо до носовата надстройка, както е при типа „Такао“, решението за преместването им към кърмата е прието на етапа от строителството през 1934 г. от съображения за намаляване на последствията от възможен взрив на торпедо. Всеки от апаратите се оснащава със система за бързо презареждане, еднотипна с използваната на „Такао“, но имаща по-малко тегло и осигуряваща по-бързо зареждане. Вместо механизъм с верижна предавка се използва непрекъснато въже c ролка под напрежение, привеждани в действие от пневматичен двигател с мощност 20 к.с. или в краен случай – ръчно. При презареждането от насочващите въжето се съединява с тръбата на апарата и опашната част на торпедото. С намотаването на въжето около фрикционен барабан торпедото се изтегля на място за 16,6 секунди, срещу 20 при „Такао“. Щатният им боекомплект по проект се състои от 24 броя: 12 в направляващите и 12 резервни, преместващи се по системата от носещи релси с блокове. Бойните им части се съхраняват в погреб под долната палуба по левия борд от втората кула на ГК, преместването им в първия торпеден отсек става чрез два подемника и системата релси. Използваните парогазови торпеда тип 90 (боекомплект – 24 единици) при стартова маса от 2,540 тона носят 390 кг тринитроанизол и могат да изминат 15 000 м на 35 възела, 10 000 на 42 и 7000 на 46. Системата за управление на торпедната стрелба включва в себе си два торпедни визьора тип 91 и два прибора за управление на торпедната стрелба тип 92 на петия етаж на надстройката.

#### Авиационно
Крайцерите също носят два барутни катапулта тип Куре №2 модел 3, разположени побордно между гротмачтата и четвъртата кула на ГК. Те са идентични с поставяните на типа „Такао“ и позволяват пускането на самолети с маса до 3000 кг. Между тях на зенитната палуба се намира платформа със система релси, предназначена за съхраняване и преместване на самолетите. Авиогрупата се състои от три разузнавателни хидросамолета. На влязлата в строй през 1935 г. първа двойка кораби това са един триместен тип 94 № 1 и два двуместни тип 90 № 2. Тези самолети са предназначени както за водене на въздушно разузнаване на далечина до 300 морски мили, така и за наблюдения на боя, коректировка на артилерийския огън и борба с подводници. Горивната цистерна, със система за изпомпване чрез въглероден диоксид, за 25 тона бензин за дозареждането им се намира на кърмата под трюмната палуба. Под броневата долна палуба също се намира погребът за четирите 250-кг (№ 25) и четиридесетте и четири 60-кг (№ 6) фугасни авиобомби. По време на строителството се предполага и наличие на хангар, поместващ два самолета (цялата авиогрупа е от четири самолета) крило до крило, но от съображения за устойчивостта от него се отказват още през 1934 г.

### Бронева защита
Главният брониран пояс, при дължина 78,15 м (при първата двойка, 74,22 м на втората) и ширина 6,50 м, защитава котелните и машинните отделения. Той изтънява надолу от 100 до 25 мм и има конструктивен наклон 20°. Горната част, сглобена от 100 – 65 мм плочи NVNC, трябва да защитава от огъня на 155-мм оръдия на противника. Долната от плочи CNC с дебелина 65 – 25 мм играе ролята на противоторпедна преграда, предназначена както за защита от взривовете на торпеда, така и от попадения на гмуркащи се снаряди. В краищата се намират прикриващите погребите на боезапаса пояси, с дължина 32,40 м (при първата двойка, 36,32 м на втората) в носа и 21,46 м в кърмата, с ширина 4,50 м и конструктивен наклон от 20° отгоре навътре. Те са от плочи NVNC с дебелина 140 мм при горния край и 30 мм при долния. Като цяло схемата на поясното брониране на „Могами“ се отличава от предходните типове, имайки обаче сходство с използваната по-рано на типа „Такао“ за защита на погребите.
Средната палуба над енергетичната установка е от 35-мм плочи CNC. Близо към бордовете тя преминава в броневи скосове с дебелина 60 мм, ширина 4,20 м и наклон от 20°, стикуващи се с горните краища на главния пояс. Погребите се прикриват от плоската долна палуба от 40-мм плочи, съединяващи се с поясите по краищата.
Четирите напречни прегради от плочи NVNC се крепят към пояса и играят ролята на траверси, защитаващи погребите за боезапаса. Двете външни достигат до долната палуба и изтъняват от 140 до 100 мм надолу. Двете вътрешни, отделящи погребите от енергетичната установка, достигат до средната палуба. Горната им част има дебелина 105 мм, а под долната палуба – 65 мм.
Барбетите на кулите на ГК се защитават от нивото на долната палуба до основата от 25-мм плочи NVNC. Подемниците за боеприпаса, вътре в тях, се защитават от бронирани цилиндри с дебелина 75 мм и височина 1,5 м от същото ниво в установки №1, 2 и 5, и 75 – 100 мм на 2,5 м при установки № 3 и 4. Каналите за подаване на боеприпаси за 127-мм оръдия (които са два на първата двойка крайцери и четири на втората) се прикриват със 75 – 100 мм NVNC на 1 м над долната палуба.
Каналите на втория комин се прикриват с плочи NVNC над нивото на бронираната средна палуба: външната част с 95-мм на 1,08 м, вътрешната 70-мм на 1,35 м. Вентилационните устия на котелните отделения се защитават с 60 мм CNC. Рулевото отделение по бордовете се прикрива със 100 мм NVNC, отпред и отзад – 35 мм CNC, отгоре – 30 мм CNC. В кулоподобната надстройка, за разлика от предшестващите крайцери, рулевата рубка и постовете на борбата за живучест №1 се защитават с плочи NVNC с дебелина 100 мм по бордовете и 50 мм над тях.

### Енергетична установка
На корабите има 4 турбозъбчати агрегата с мощност по 38 000 к.с. (28 МВт). Те се намират в четири машинни отделения, разделени с надлъжна и напречни прегради, с обща дължина 33,9 м. Тази паротурбинна установка е разработена от четвърта секция на Морския технически департамент (Кансей Хомбу, съкратено – Кампон) като стандартна за новите крайцери и самолетоносачи. Тя е по-лека и по-мощна от ЕУ на типа „Такао“ (61,5 к.с. на тон срещу 48,8), в частност, за сметка от прехода към използването на прегрята пара вместо наситена. Различна е и компоновката, на последващите японски тежки крайцери тя вече не се използва: предните ТЗА въртят вътрешните валове, а задните – външните.
Всеки агрегат включва в себе си активни турбини високо (12 410 к.с. при 2613 об/мин), средно (12 340 к.с. при 2613 об/мин) и ниско налягане (13 250 к.с. при 2291 об/мин). ТВН и ТСН са еднопоточни, ТНН – двупоточна. Чрез 39,5-тонен редуктор с хеликоидна предавка (едно централно зъбно колело и три водещи колела от турбините, предавателни числа от 6,74 до 7,68) те въртят вала на гребния винт с максимална честота на оборотите 340 об/мин. Материалът на роторите на турбините е закалена стомана, на лопатките – неръждаема стомана B.
В корпусите на турбините ниско налягане (ТНН) се намират турбините за заден ход с обща мощност 40 000 к.с. (по 10 000 к.с. всяка), въртящи винтовете в посока обратна на въртенето на винтовете при преден ход. Дисковете на тяхната единствена степен имат три реда лопатки.
За икономичния ход има две крайцерски турбини (мощност по 2770 к.с. при 4796 об/мин) – по една в състава на предните ТЗА. Чрез отделен редуктор (едно водещо зъбно колело, предавателно число 4,457) всяка от тях се съединява с турбината за средно налягане на агрегата. Отработената пара от турбините на крайцерския ход (ТКХ) постъпва на втората степен на ТВН и след това на ТСН и ТНН, заедно те дават на вала 3750 к.с. (7500 сумарно) при 140 об/мин щатно и 5740 к.с. (11480) при 165 об/мин при форсаж. На изпитанията също е достигнат режим с мощност 10 000 к.с. при 200 об/мин. На всички режими, освен крайцерския, парата постъпва направо в първото стъпало на ТВН, за преход между тях е предвиден дистрибутиращ механизъм със 7,5-силен електродвигател. Максималният запас гориво по проект от 2690 тона мазут трябва да осигури далечина на плаване от 8000 морски мили на 14-възлов ход. Фактическата далечина на „Могами“ през 1935 г. с 2389 тона мазут съставлява 7673 мили. След втората модернизация запасът гориво съставя 2215 тона при първата двойка крайцери и 2302 тона при втората двойка. Далечината на плаване и в двата случая варира между 7000 и 7500 морски мили на 14-възлов ход.
Отработената пара се събира в четири еднопоточни кондензатора тип „Унифлукс“ (по един в съседство на всяка ТНН), с обща охлаждаема площ 5140,6 м² (при първата двойка) или 5103,6 м² (при втората). Всеки Кондензатор съдържа 5708 метални тръбички с дължина 4,50 м и с външен диаметър 16 мм. Той включва два пароежекторни охладителя, две пароструйни центробежни помпи (за 120 м³/час при първата двойка и 130 м³/ч за втората) и една циркуляционна водна помпа, всичките три помпи се задвижват от турбините. Всяко машинно отделение има два нагнетателни и два смукателни вентилатора, два маслоохладителя, един маслоочистител и три (два при втората двойка) маслени помпи на системата за принудително смазване.
Па́рата за турбозъбчатите агрегати се произвежда от водотръбни котли тип „Кампон Ро Го“ с нефтено отопление, с паропрегреватели и предварително подгряване на въздуха. Работното налягане на прегрятата пара е 22,0 кГс/см² при температура 300°C. При първата двойка крайцери се използват десет котела в десет котелни отделения – два малки в отделение № 1 и осем големи в отделения № 2 – 9, разделени от надлъжна преграда. Общатс площ на нагревателната повърхност за всеки голям котел за първата двойка съставлява 917 м² (в т.ч. на парогенериращите тръбички – 761 м² и на паропрегревателя – 156 м²), обем на огнището – 37,0 м³, за всеки малък котел – 757 м² (627 м² + 130 м²) и 30,4 м³ съответно, сумарната площ на нагряваната повърхност за десетте котела е 8850 м². При втората двойка, поради по-производителните големи котли на тях, се отказват от малките, съответно намалявайки общия им брой до осем. Големите котли на втората двойка имат следните параметри: обща площ на нагряваната повърхност от 1107 м², обем на огнището 42,0 м³, сумарна площ на нагряваната повърхност на осетеи котела – 8856 м². За отвеждане на продуктите на горене се използва сдвоен комин. В неговата първа половина се събират димоходите на котли № 1 – 6 (№ 1 – 4 при втората двойка), във втората половина – от котли № 7 – 10 (№ 5 – 8 при втората двойка).
По проект крайцерите трябва да имат 4 трилопастни гребни винта с диаметър 3,75 м и стъпка 4,5 м. Фактически в хода на построяването са поставени направени от манганов бронз винтове с диаметър 3,8 м, със стъпка 4,28 м. Площта на разгърнатите лопатки съставлява 9,29 м², а нейната проектна площ – 8,08 м². Зад винтовете, по проект, трябва да има два паралелни реактивни руля. По идея те трябва да намалят диаметъра на циркулация при крайцерска скорост. На практика такива рулове са поставени в хода на строителството само на главния „Могами“. На ходовите изпитания, през март 1935 г., очакваното намаляване на диаметъра на циркулация на крайцерска скорост не се получава, още повече, при циркулация на пълен ход започва силна вибрация на корпуса. За това останалите крайцери първоначално получават двойни балансирани рулове с площ 19,94 м², на „Могами“ те са заменени преди влизането му в строй, през юли 1935 г. На строените по 2-рата програма крайцери от типа „Тоне“ се използва вече единичен рул. Обаче на строените по образец на „Судзуя“ крайцери №300 („Ибуки“) и №301 се връщат към двойните балансирани рулове. Руловете се движат от хидравлични цилиндри (по един на рул), задвижвани от две двойки електродвигатели и хидравлични помпи Хил-Шоу (обичайно работи една двойка, втората е в резерв). Механизмите им се намират в рулевото отделение. Крайцерите имат 5,5-тонни главни котви и 1,4-тонна спомагателна котва. За вдигането им се използва носов шпил с товароподемност 31,8 тона (тя се задвижва от два електродвигателя за 100 к.с. при 850 об/мин) и кърмов шпил с товароподемност 8,4 тона. Скоростта на обиране на веригата и при двете съставлява 9 м/мин.
За захранване на корабната електромрежа (с напрежение от 225 В) се използват три турбогенератора с мощност 300 кВт всеки, и два дизелови електрогенератора за 250 кВт. Те са поместени в пет отсека: четири под долната палуба (отстрани на погребите на ГК), петият се намира в централната част на корпуса на средната палуба (първата двойка) или на долната палуба на носа (втората двойка). Сумарната им мощност съставлява 1400 кВт. На борда, също така, има три рефрижераторни установки с хлодилна производителност от 30 000 ккал всяка (две в носовата част и една на кърмата) и установка за производство на сух лед от 20 000 ккал (в корме).
| Резултати от ходовите изпитания на крайцерите | Резултати от ходовите изпитания на крайцерите | Резултати от ходовите изпитания на крайцерите | Резултати от ходовите изпитания на крайцерите | Резултати от ходовите изпитания на крайцерите | Резултати от ходовите изпитания на крайцерите |
|                                               | Дата                                          | Място на провеждане                           | Водоизместимост, тона                         | Мощност на силовата установка, к.с.           | Скорост, възела                               |
| --------------------------------------------- | --------------------------------------------- | --------------------------------------------- | --------------------------------------------- | --------------------------------------------- | --------------------------------------------- |
| „Могами“                                      | 20 март 1935 г.                               | Район на остров Угуруджима                    | 12 669                                        | 154 266                                       | 35,96                                         |
| „Могами“ (след модернизацията)                | януари 1938 г.                                | Район на остров Угуруджима                    | 13 600                                        | 152 432                                       | 34,73                                         |
| „Микума“                                      | 14 юни 1935 г.                                | Район на остров Кошикиджима                   | 12 370                                        | 154 056                                       | 36,47                                         |
| „Судзуя“                                      | ноември 1935 г.                               | Район на Татеяма                              | 13 000                                        | ?                                             | 36,50                                         |
| „Судзуя“ (след модернизацията)                | 18 август 1937 г.                             | Район на Татеяма                              | 13 636                                        | 160 020                                       | 35,50                                         |
| „Кумано“                                      | 17 август 1937 г.                             | Пролив Кий                                    | 13 513                                        | 153 698                                       | 35,36                                         |

Макар проектната стойност на мощността на силовата установка от 152 000 к.с. при 340 об/мин да е достигната на изпитанията, скорост от 37 възела нито един от крайцерите не успява да развие, вероятно поради претоварването им. След втория етап на работи за повишаване на ефективността максималната скорост пада до 35 възела.

### Екипаж и условия за обитаемост
По първоначален проект екипажът на крайцерите се състои от 830 души, но след неговите изменения нараства до 930: 70 офицера и 860 подофицера и матроса. Такава численост на екипажа има при „Могами“ и „Микума“ след влизането им в строй. През 1937 г., след усилването на зенитната артилерия, тя съставлява 951 души (58 офицерова и 893 матроса), както е и предположително на втората двойка кораби – „Судзуя“ и „Кумано“.
Офицерските каюти са съсредоточени в носовата част на долната и средната палуби, каютите за мичманите се намират в кърмата на средната палуба по десния борд, каютите на подофицерите – отново там, но по левия борд и изнесени по-далеч от края на кораба. Кубриците за матросите имат метални триетажни койки (вместо обичайните окачени) и заключващи се шкафчета за личните вещи. На първата двойка крайцери има 13 от тези жилищни помещения (№ 1 – 8 на средната палуба и № 9 – 13 на долната), на втората – 12 (№ 1 – 6 на средната и № 7 – 12 на долната). Добавени са многоместни каюти за полетния състав, а наличните за младшите офицери са увеличени.
На корабите има складове за ориз (при носа) и мариновани продукти (цукемоно), установка за производство на лимонада (на кърмата) и хладилна камера (обемът на която нараства до 96 кубометра – срещу 67 на типовете „Миоко“ и „Такао“). На средната палуба в кърмата се намира корабният лазарет, а в централната част на корпуса – отделните (за офицери и матроси) камбузи (на горната палуба) и бани (на средната).
По съвкупност жилищните помещения на крайцерите от типа „Могами“ са значително усъвършенствани в сравнение с предшествениците. Те са по-добре приспособени и за плаване в южните морета. В частност корабите имат развита система за принудителна циркулация на въздуха от 70 осеви вентилатора с обща мощност 194 к.с. (която обаче е достатъчно шумна), а в коридорите при кубриците на екипажа има поставени съдове със студена питейна вода. В случай на използване на отровни газове също има стая за противохимична обработка. За защита от огън мебелите и останалите детайли от интериора на помещенията са произведени от стомана, в онези случаи, когато неизползването на дърво е невъзможно, то се импрегнира с огнеустойчиви химикали.

## Модернизации

### Довоенни
| Изпълнение на довоенните модернизаций по крайцерите от типа „Могами“ | Изпълнение на довоенните модернизаций по крайцерите от типа „Могами“ | Изпълнение на довоенните модернизаций по крайцерите от типа „Могами“                | Изпълнение на довоенните модернизаций по крайцерите от типа „Могами“ | Изпълнение на довоенните модернизаций по крайцерите от типа „Могами“ |
|                                                                      | „Могами“                                                             | „Микума“                                                                            | „Судзуя“                                                             | „Кумано“                                                             |
| -------------------------------------------------------------------- | -------------------------------------------------------------------- | ----------------------------------------------------------------------------------- | -------------------------------------------------------------------- | -------------------------------------------------------------------- |
| Първи етап                                                           | В процеса на дострояването на вода                                   | В процеса на дострояването на вода                                                  | В процеса на дострояването на вода                                   | В процеса на строителството на стапела                               |
| Втори етап                                                           | 1 април 1936 – 15 февруари 1938 г., Арсенал Куре                     | 1 април 1936 – 31 октомври 1937 г., корабостроителница на „Мицубиши“ и Арсенал Куре | юни 1936 – 31 октомври 1937 г., Арсенал Йокосука                     | В процеса на строителството на стапела                               |
| Трети етап                                                           | 31 януари 1939 – 12 април 1940 г., Арсенал Куре                      | юни 1939 – 30 декември 1939 г., Арсенал Йокосука                                    | 31 януари 1939 – 30 септември 1939 г., Арсенал Йокосука              | 20 май 1939 – 20 октомври 1939 г., Арсенал Куре                      |

След инцидента с построеният според същата тази Първа програма за попълнение на флота миноносец „Томодзуру“, който на 12 март 1934 г. се преобръща при щорм, на всички строящи се или планиращи се за построяване кораби от Първата и Втората програми, в съответствие с издадените на 14 юни препоръки на комисията по разследване на катастрофата, са предприети мерки за повишаване на устойчивостта. За първата и втората двойка кораби от типа „Могами“ те се различават, зариди различната готовност на корабите: „Могами“ и „Микума“ към това време вече са спуснати на вода, а „Судзуя“ и „Кумано“ се намират на стапелите в нисък стадии на готовност. Модификацията на крайцерите „B“ за подобряване на устойчивостта е подготовена под ръководството на капитан 1-ви ранг Кейджи Фукуда, който заменя на длъжността ръководител на секцията по корабостроене на МТД отстранения Фуджимото, и получава неофициалното обозначение „Първи етап от работи за повишаване на ефективността“. В рамките на тази модификация се предвижда следното:
- Масивнаята десететажна надстройка, като на крайцерите „Такао“, да се замени с много по-компактна седеметажна, с почти тройно намаляване на теглото: 58,6 т срещу 159,5 т. За ускоряване на работите и проверка на ефективността им в Арсенала Куре, където се строи „Могами“, е направен дървен модел на новата надстройка в натурална величина с всички вътрешни помещения. Високата четиринога фокмачта е заменена с много по-ниска тринога. Хангарът за хидросамолетите и масивните прожекторни площадки в централната част са напълно премахнати. За компенсиране на загубата на хангара палубата на зенитните оръдия и автомати е удължена до четвъртата кула на главния калибър (164-я шпангоут), и на нея е оборудвана система от релси за съхранение на авиотехниката. Сумарно масата на надстройките намалява до 120,2 т от 235,1 т при „Такао“[60].
- За дополнително намаляване на центъра на тежестта и съответно за намаляване на метацентричната височина се предвижда съкращаване на междупалубното разстояние. На „Судзуа“ и „Кумано“ разстоянието между средната и горната палуби е намалено от 2,85 м до 2,50 м (намалявайки по този начин височината на корпуса в централната му част от 11,0 до 10,65 м), също така е намалено разстоянието между горната палуба и палубата на зенитните оръдия и автомати от 2,50 м до 2,485 м. Ширината на последната е съкратена от 20,6 м до 19,2 м[63]. На намиращата се в по-висока готовност първа двойка се ограничават до урязване на височината на кърмовия край с 0,4 м[64].
- На всички четири крайцера е поставена система за приемане и изхвърляне на баласт – помпи и тръбопроводи, позволяващи според степента на изразходване на горивото да се запълват в отсеци на двойното дъно до няколко стотин тона морска вода[63].

Повредите, получени от „Могами“ на ходовите изпитания, и повредите, получени от първата двойка крайцери в хода на инцидента с Четвърти флот, поставят под съмнение здравината на корпусите на новите кораби, построени с масирано използване на електрозаваряване. На 20 ноември, с решение на създадената на 10 октомври 1935 г. Извънредна комисия, едва що започналите изпитания на „Судзуя“ са прекратени, заедно с „Могами“ и „Микума“ той е върнат в корабостроителницата, разоръжен и подготовен за реконструкция, строителството на „Кумано“ е спряно. През април 1936 г. Извънредната комисия представя набор от мерки, позволяващи да се коригира ситуацията с надлъжната здравина за намиращите се в строй и строящите се кораби. За типа „Могами“ тези мерки получават неофициалното обозначение „Втори етап от работи за повишаване на ефективността“, в хода на който са проведени следните дейности:
- Замяна на заваръчните съединения с нитовани на 80%, по краищата обшивката от листове стомана тип „D“ е заменена с листя нисковъглеродна конструкционна стомана, скрепени със заваряване[66].
- Усилване на корпуса за сметка на увеличаване на дебелината на обшивката. В подводната част се нитоват листове с ширина 1 м и дебелина 22 мм по двете страни на кила, с дебелина 16 мм (първата двойка)/20 мм (втората двойка) – в района на третия стрингер. Бордовата обшивка между горната палуба и палубата на зенитните оръдия и автомати е усилена с листа с ширина 1,75 м и дебелина 20 мм при горния край и 18 мм при долния. Към настилката на горната палуба допълнително са нитовани два реда листа с дебелина 18 – 20 мм, към настила на палубата на зенитните оръдия и автомати – пет реда еднометрови листа с дебелина 14 – 25 мм (първата двойка)/10 – 25 мм (втората двойка)[67].
- Разсъединени са палубата на зенитните оръдия и автомати с барбетите на установките на главния калибър № 3 и № 4 – за да се изключи влиянието за деформации по корпуса от тяхното въртене[68].
- Поставени са разширени були за съхраняване на достатъчна устойчивост с оглед нарасналата с 1000 тона водоизместимост. На първата двойка те са увеличени с максимална ширина до 20,51 м, на втората – до 20,20 м. Новите були практически изцяло покриват главния брониран пояс[69].

Строителството на „Кумано“ е възобновено през пролетта на 1936 г., през април започват работите по „Могами“ и „Микуме“, а през юни – на „Судзуя“. „Микума“, „Судзуя“ и „Кумано“ са предадени на флота през октомври 1937 г., „Могами“ – през февруари 1938 г.
Също така в хода на тези работи в торпедните отсеци са поставени компресори за „специален въздух“ (кислород). Преди ежегодните маневри, през август 1938 г., крайцерите получават новите кислородни торпеда тип 93. При дължина 9 м и стартова маса 2,7 тона те носят 490 кг смес от типа 97 (70% тринитроанизол и 30% хексанитродифениламин) и могат да изминат 40 000 м на 36 възела, 32 000 м на 40 и 20 000 м на 48 възела.
От 1 януяри 1937 г. Япония вече не участва в никакви договори за ограничаване на морските въоръжения, и с оглед на това, на 31 март същата година, на 70-а сесия на парламента е приета Третата програма за попълнение на флота. Един от пунктовете ѝ става замяната на 155-мм установки на главния калибър на крайцерите от типа „Могами“ с 203-мм. Тази модификация получава неофициалното обозначение „Трети етап от работи за повишаване на ефективността“. Обаче във връзка с необходимостта от разработване и производство на 203-мм установки с по-голям диаметър на погона работите са отложени до 1939 г. Модернизацията се провежда в Арсенала Куре за „Могами“ (31 януари 1939 – 12 април 1940 г.) и „Кумано“ (20 май – 20 октомври 1939 г.), в Арсенала Йокосука – за „Микума“ (юни – 30 декември 1939 г.) и „Судзуя“ (31 януари – 30 септември 1939 г.). Свободните 155-мм установки са използвани за въоръжението на крайцера „Ойодо“ и в модифицираният им вид – за линейните кораби от типа „Ямато“.
На крайцерите вече има поставени десет 203,2-мм оръдия тип 3 № 2 в пет двуоръдейни куполни установки. Тази артилерийска система се явява модернизация на по-ранната система тип 3 № 1, на въоръжение във ВМФ на Япония тя е приета на 6 април 1931 г. Оръдието има дължина на ствола от 50 калибра и максимална скорострелност от 4 изстрела в минута. То има бутален затвор, стволът е скрепен по полуобмотания начин, общата му маса съставя 19,0 тона.
Използваната двуоръдейна установка е разработена през 1937 г. специално за тези кораби, получивавайки официалното обозначение „модель „Могами““. Тя е вариант на модела E1, използван при тежкия крайцер „Мая“, преправен за по-голям размер на погона – 5,71 м срещу 5,03 м. При маса от 175 тона установката има кръгово брониране от плочи NVNC с дебелина 25 мм. Отгоре на него са закрепени тънки стоманени листове, играещи ролята на слънцезащитни екрани. Във всяка установка има две хидропомпи (работна течност – рапично масло, налягане в системата – 35,0 кгс/см²), работеща от два електродвигателя с мощност по 100 к.с. Те привеждат в действие хидравличните предавки, осигуряващи завъртане на кулите (чрез червячна предавка, до 4° в секунда), подем и спускане на оръдията (до 6° в секунда), а също така работата на досилателите и подемниците. Обикновено се използва свръзката от една хидропомпа и един електродвигател, втората е резервна. Боеприпасите (125,85-кг снаряди и 33,8-кг заряди в картузи) се подават ръчно от погребите до претоваръчното отделение, а оттам чрез два избутващи (снарядите) и кофични (зарядите) елеватора в централните канали на кулите се качва до оръдията. Стелажите в погребите и на елеваторите са преправени за по-големите и по-тежки снаряди и заряди. Максималният ъгъл на възвишение на установките съставлява 55°, с пределна далечина на стрелбата (при ъгъл на възвишение от 45°) 29,4 км и досегаемост по височина 10 км. Поради по-голямата дължина на 203-мм стволове и изначалното минимално разстояние между първите две кули на главния калибър ъгълът на наклон на оръдията на втората кула е ограничен до +12°, за всички останали той съставлява −10°.
На крайцерите се използват 203-мм снаряди от пет типа: бронебоен „гмуркащ“ снаряд тип 91 (с дънен взривател тип 13 № 4), носещ 3,11 кг тринитроанизол; снаряди „с общо предназначение“ тип 91 и тип 0 (с челни дистанционни взриватели тип 91 и тип 0), носещие 8,17 кг тринитроанизол, два варианта на учебни снаряди (с челен дистанционен взривател и без него). Преди началото на Втората световна война постъпват в ограничен брой осколочно-запалителните снаряди тип 3 с радиус на поражение на въздушните цели до 100 м и осветителен снаряд тип B с парашут, носещ 5,13 кг пиротехническа смес и даващ светлина от 1,6 млн кандела. Щатният боекомплект съставлява 1200 снаряда (120 на ствол), максималният – 1280 (128 на ствол).
Централният автомат за стрелба тип 92 в ЦАП е доработен за управление на огъня на 203-мм оръдия. Оръдията се комплектуват с устройства за задържане на изстрела тип 98, намаляващи разсейването на снарядите.
Също така в хода на тези работи наличните катапулти се заменят с новите катапулти на Арсенал Куре тип № 2 мод. 5. По 19,4-метровата си стрела те ускоряват 4-тонен хидросамолет до скорост на излитане от 27 м/с, придавайки ускорение от 2,7 g. През 1941 г. крайцерите получават вместо старите триместни хидросамолети тип 94 новите тип 0. Броят на резервните торпеда е увеличен от 6 до 12 (общ боекомплект – 24). На топа на фокмачтата се поставя прибор за управление на торпедната стрелба, въртяща на 360° и позволяващ използването на кислородните торпеда тип 93 на далечина до 30 км. Щатният екипаж на крайцерите след модернизацията съставя 896 души: 58 офицера и 838 старшини и матроса.
През април 1941 г. всичките четири крайцера получават размагнитваща намотка.
| Сравнителна таблица за ТТХ на носените от крайцерите оръдия и зенитни автомати | Сравнителна таблица за ТТХ на носените от крайцерите оръдия и зенитни автомати | Сравнителна таблица за ТТХ на носените от крайцерите оръдия и зенитни автомати | Сравнителна таблица за ТТХ на носените от крайцерите оръдия и зенитни автомати | Сравнителна таблица за ТТХ на носените от крайцерите оръдия и зенитни автомати | Сравнителна таблица за ТТХ на носените от крайцерите оръдия и зенитни автомати | Сравнителна таблица за ТТХ на носените от крайцерите оръдия и зенитни автомати |
| Оръдие                                                                         | 155-мм/60 Тип 3                                                                | 203-мм/50 Тип 3 №2                                                             | 127-мм/40 Тип 89                                                               | 13,2-мм тип 93                                                                 | 25-мм/60 Тип 96                                                                |                                                                                |
| ------------------------------------------------------------------------------ | ------------------------------------------------------------------------------ | ------------------------------------------------------------------------------ | ------------------------------------------------------------------------------ | ------------------------------------------------------------------------------ | ------------------------------------------------------------------------------ | ------------------------------------------------------------------------------ |
| Година на приемане на въоръжение                                               | 1934                                                                           | 1931                                                                           | 1932                                                                           | 1933                                                                           | 1936                                                                           |                                                                                |
| Калибър, мм                                                                    | 155                                                                            | 203,2                                                                          | 127                                                                            | 13,2                                                                           | 25                                                                             |                                                                                |
| Дължина на ствола, калибри                                                     | 60                                                                             | 50                                                                             | 40                                                                             | 76                                                                             | 60                                                                             |                                                                                |
| Маса на оръдието с затвора, кг                                                 | 12 700                                                                         | 19 000                                                                         | 3060                                                                           | 41,8                                                                           | 115                                                                            |                                                                                |
| Скорострелност, изстрела/минута                                                | 5 – 7                                                                          | 2 – 4                                                                          | до 14                                                                          | до 475                                                                         | до 260                                                                         |                                                                                |
| Установка                                                                      | Модел „Могами“                                                                 | Модел „Могами“                                                                 | Тип A1 мод. 1                                                                  | —                                                                              | —                                                                              |                                                                                |
| Ъгли на насочване                                                              | −10°/+55°                                                                      | −5°/+55°                                                                       | −8°/+90°                                                                       | −10°/+80°                                                                      | −10°/+80°                                                                      |                                                                                |
| Тип зареждане                                                                  | Картузно                                                                       | Картузно                                                                       | Унитарно                                                                       | Унитарно                                                                       | Унитарно                                                                       |                                                                                |
| Типове снаряди                                                                 | Бронебоен, осветителен, учебен                                                 | Бронебоен, фугасен, осветителен, учебен                                        | Фугасен, осветителен, гмуркащ                                                  | Фугасен, запалителен, трасиращ                                                 | Фугасен, запалителен, трасиращ                                                 |                                                                                |
| Тегло на снаряда, кг                                                           | 55,87                                                                          | 125,85                                                                         | 23,0                                                                           | 0,05                                                                           | 0,25                                                                           |                                                                                |
| Тегло на метателния заряд, кг                                                  | 19,5                                                                           | 33,80                                                                          | 3,98                                                                           | -                                                                              | —                                                                              |                                                                                |
| Начална скорост, м/с                                                           | 920                                                                            | 835                                                                            | 720                                                                            | 800                                                                            | 900                                                                            |                                                                                |
| Максимална далечина, м                                                         | 27 400                                                                         | 29 400                                                                         | 13 200                                                                         | 6400                                                                           | 7500                                                                           |                                                                                |
| Максимална досегаемост по височина, м                                          | 12 000                                                                         | 10 000 (—)                                                                     | 8100                                                                           | 4500                                                                           | 5250                                                                           |                                                                                |
| Ефективна, м                                                                   | —                                                                              | —                                                                              | 7400                                                                           | 1000                                                                           | 1500                                                                           |                                                                                |

### Във военно време
| Изпълнение на военните модернизации на крайцерите от типа „Могами“ | Изпълнение на военните модернизации на крайцерите от типа „Могами“                   | Изпълнение на военните модернизации на крайцерите от типа „Могами“ | Изпълнение на военните модернизации на крайцерите от типа „Могами“ | Изпълнение на военните модернизации на крайцерите от типа „Могами“ |
|                                                                    | „Могами“                                                                             | „Микума“                                                           | „Судзуя“                                                           | „Кумано“                                                           |
| ------------------------------------------------------------------ | ------------------------------------------------------------------------------------ | ------------------------------------------------------------------ | ------------------------------------------------------------------ | ------------------------------------------------------------------ |
| Първа модернизация                                                 | 1 септември 1942 – 30 април 1943 г., Арсенал Сасебо, с конверсия в авионосен крайцер | -                                                                  | април 1943 г., Арсенал Куре                                        | април 1943 г., Арсенал Куре                                        |
| Втора модернизация                                                 | 22 декември 1943 – 17 февруари 1943 г., Арсенал Куре                                 | -                                                                  | последна седмица на март – първа на април 1944 г., 101-ви КРЗ      | последна седмица на март – първа на април 1944 г., 101-ви КРЗ      |
| Трета модернизация                                                 | 25 юни – 8 юли 1944 г., Арсенал Куре                                                 | -                                                                  | 25 юни – 8 юли 1944 г., Арсенал Куре                               | 25 юни – 8 юли 1944 г., Арсенал Куре                               |

Тежко повреденият при Мидуей „Могами“, в периода от 1 септември 1942 до 30 април 1943 г., преминава в Арсенала на флота в Сасебо конверсия в авионосен крайцер. Основа за това е, че изучаването на опита от Мидуей показва недостатъчния брой на разузнавателните хидросамолети по крайцерите, влизащи в състава на Първо мобилно съединение. В хода на тези работи:
- Са премахнати задните оръдейни кули (№ 4 и разрушената № 5), в техните погреби са поместени цистерни за авиобензин и хранилища за авиационни боеприпаси. Авиационната палуба, със системата от релси, е продължена почти до самата кърма, на нея могат да се съхраняват до 11 хидросамолета (фактически „Могами“ след конверсията носи 7)[89].
- Наличната малокалибрена зенитна артиллерия е заменена с десет строени 25-мм автомата (общо 30 ствола), разположени в предната част на носовата надстройка, около комина, зад гротмачтата и по краищата на авиационната палуба. Броят на визьорните колонки тип 95 е увеличен от две на четири: една допълнителна е поставена на носовата надстройка, втората заема мястото на резервния визьор за централно насочване тип 94. Над компасния мостик е поставен команден пост за ПВО с 8-см и 12-см бинокуляри[90].
- поставена е радиолокационна станция за откриване на въздушни цели (РЛС ОВЦ) № 21. Даденият радиолокатор работи на дължина на вълните от 1,5 метра, има пикова мощност от 5 КВт и максимална далечина на засичане на целите до 150 км (за единични самолети – до 70 км), с точност на определяне на разстоянието 1 – 2 км и резолюция 2 км, точността на определяне на направлението е 5 – 8°, с резолюция 20°. Оборудването на тази станция (с маса 840 кг) е разположено на пост, поставен на площадка на фокмачтата, приемо-предаващата решетчата антена модел A6 е поставена на топа на фокмачтата. Намиращият се там прибор за управление на торпедната стрелба тип 92 и антената на радиопеленгатора са демонтирани[91].
- Подобрена е херметичността на корпуса чрез запушване на илюминаторите – към тях са заварени дискове от стомана тип „D“[92].

През април 1943 г. „Судзуя“ и „Кумано“ също така преминават първата си военна модернизация, изпълнена в Арсенала на флота в Куре. Тези работи включват:
- Усилване на малокалибрената зенитна артилерия чрез замяната на 13,2-мм картечници с трицевни 25-мм автомати и поставянето на двойка трицевни автомати зад гротмачтата. Броят на 25-мм автомати нараства до 4 строени и 4 сдвоени (общо 20 ствола)[93].
- Поставена е РЛС за ОВЦ № 21, разположена аналогично на „Могами“ – на фокмачтата[93].
- Аналогично на „Могами“, над компасния мостик, е поставен команден пост за ПВО с 8-см и 12-см бинокуляри[93].
- Подобрена херметичността на корпуса чрез масово запушване на илюминатори – всички на долната палуба и болшинството на средната. Също така са свалени разтежките на антените от покривите на 203-мм установки № 3 и № 4[93].

В навечерието на 1943 г. е подготовен проект за конверсия на „Судзуя“ и „Кумано“ в крайцери за ПВО, който си остава на хартия. В него се предполага да се свалят част или всички 203-мм кули на главния калибър със замяната им със 127-мм универсални установки.
Втората военна модернизация на крайцерите предвижда добавяне на осем единични 25-мм автомата на авиационната палуба и на кърмата. На „Могами“ тя е изпълнена паралелно с поправката на получените в Рабаул повреди в Арсенала Куре от 22 декември 1943 до 17 февруари 1944 г., броят стволове на 25-мм автомати на него достига 38 (10 трицевни, 8 единични). „Судзуя“ и „Кумано“ преминават тази модернизация в течение на последната седмица на март – първата седмица на април 1944 г. в кораборемонтния завод № 101 в Сингапур, при тях числото на стволове нараства до 28 (4 строени, 4 сдвоени, 8 единични).
Третата военна модернизация на всичките три крайцера е проведена в Арсенала Куре в периода от 25 юни до 8 юли 1944 г., веднага след сражението във Филипинско море. При това са проиведени следните работи:
- Допълнително е усилена малокалибрената зенитна артилерия чрез добавянето на четири строени (два пред носовата надстройка, два при кърмата) и 10 („Могами“ и „Судзуя“)/16 („Кумано“) единични 25-мм автомата. Общия брой стволове достига за „Могами“ 60 (14 строени и 18 единични), на „Судзуя“ 50 (8 строени, 4 сдвоени, 18 единични) и на „Кумано“ 56 (8 строени, 4 сдвоени, 24 единични).
- Разширени са погребите за 25-мм боеприпаси[88].
- Поставени са РЛС за откриване на надводни цели (ОНЦ) № 22 мод. 4М и РЛС ОВЦ № 13. Първата станция работи на дължина на вълната 10 сантиметра[94], има пикова мощност от 2 КВт и максимална далечина на засичане на целите до 60 км (линкор от 35 км, разрушител от 17 км), с точност на определяне на разстоянието 250 – 500 м и резолюция 1,5 км, точността на определяне на направлението е 3°, с резолюция 40°. Оборудването на РЛС (с маса 1320 кг) е разположено в пост при основата на фокмачтата, нейната приемателна и излъчваща рупорни антени с диаметър по 40 см – на върха на фокмачтата, под антените за РЛС за ОВЦ № 21. Втората от тях, РЛС за ОВЦ № 13, работи на на дължина на вълната 2 метра, има пикова мощност от 10 КВт и максимална далечина на засичане на целите до 150 км (за единични самолети – до 50 км), с точност на определяне на разстоянието 2 – 3 км и резолюция 3 км, точността на определяне на направлението е 10°, с резолюция 60°. Оборудването на станцията (с маса 110 кг) е разположено на намиращ се на кърмовата надстройка пост, нейната „стълбовидна“ приемателна и излъчваща антена – в предната част на гротмачтата[95].
- Поставени са два комплекта инфрачервени прибори за наблюдение и свръзка тип 2 на мостика[88].
- Жилищните помещения са максимално почистни от огнеопасни предмети, допълнително е подобрена водонепроницаемостта на преградите под водолинията[88].

Накрая, в периода на престоя на крайцерите в Линг, от август – септември 1944 г., в 101-ви кораборемонтен завод е поставената на крайцерите РЛС за ОНЦ № 22 мод. 4М е модернизирана със замяната на автодинния приемник с суперхетеродинен и са поставени антени с увеличен до 80 см диаметър – този вариант става известен като РЛС за ОНЦ № 22 мод. 4S. Точността на определяне на далечината при това се подобрява до ±100 м, на направлението до ±2°, в резултат на което тя може да се използва за управление на огъня, далечината на засичане се намалява (за линкор от 25 км, за крайцер от 12 км, разрушител от 10 км).

## Строителство
Поръчката за първите два крайцера са дадени на арсенала на флота в Куре и корабостроителницата на „Мицубиши“ в Нагазаки през есента на 1931 г. На стапелите те са заложени до края на същата година. На 1 август 1932 г. средният крайцер №1 получава названието „Могами“ в чест на реката в префектура Ямагата, а крайцер №2 – „Микума“ на течащата в префектура Оита река. Поръчката за крайцер №3 е дадена на арсенала на флота в Йокосука, през август 1933 г., заедно с наименованието „Судзуя“ – на реката в префектура Карафуто (Сусуя вече е в Сахалинска област на Русия). Накрая поръчката за четвъртия корпус е дадена на корабостроителницата на компанията „Кавазаки“ в Кобе в края на 1933 г. На 10 март 1934 г. му е присвоено названието „Кумано“ – в чест на реката в префектура Мие.
Контрактната стойност на всяка поръчка е 24 833 950 йени, от които 5 927 916 са за корпуса, 7 374 441 – за силовата установка, 10 953 610 – за въоръжението и снаряжението и 577 983 – за всичко останало. Всичките четири крайцера в съответствие с официалната класификация (крайцери втори клас) са именувани в чест на реки. Названията „Микума“ и „Кумано“ в ЯИФ са използвани за първи път. Името „Могами“ по-рано носи експлоатираният в периода 1908 – 1928 г. куриерски съд, а името „Судзуя“ – бившият руски бронепалубен крайцер „Новик“ в периода на своята кратка служба в японския флот.
Ако първата двойка кораби влиза в строй през лятото на 1935 г., то при дострояването на втората вече е отчетен опитът от инцидента с Четвърти флот. Съответно след края на строителството, през януари 1936 г., „Судзуя“ се изпраща за модернизация на същото място. Официално той влиза в състава на флота едва на 31 октомври 1937 г., едновременно с преустроения още на стапела „Кумано“.
| Име             | Място на построяване                       | Заложен             | спускане на вода на плавателен съдСпуснат на вода | Въведен в експлоатация | Съдба |
| --------------- | ------------------------------------------ | ------------------- | ------------------------------------------------- | ---------------------- | --- |
| „Могами“ (最上) | Арсенал на флота, Куре                     | 27 октомври 1931 г. | 14 март 1934 г.                                   | 28 юли 1935 г.         | Тежко повреден от артилерийския огън на американските кораби по време на боя в пролива Суригао на 25 октомври 1944 г. и по-късно от авиоудар на палубната авиация, довършен с торпедо от разрушителя „Акебоно“. |
| „Микума“ (三隈) | Корабостроителница на „Мицубиши“, Нагазаки | 24 декември 1931 г. | 31 май 1934 г.                                    | 29 август 1935 г.      | Тежко повреден при авиоудар на американската палубна авиация по време на Мидуейското сражение на 6 юни 1942 г., потъва на следващия ден.                                                                        |
| „Судзуя“ (鈴谷) | Арсенал на флота, Йокосука                 | 11 декември 1933 г. | 20 ноември 1934 г.                                | 31 октомври 1937 г.    | Потопен от американската палубна авиация по време на боя при остров Самар на 25 октомври 1944 г. |
| „Кумано“ (熊野) | Корабостроителница на „Кавазаки“, Кобе     | 5 април 1934 г.     | 15 октомври 1936 г.                               | 31 октомври 1937 г.    | Потопен от американската палубна авиация при западното крайбрежие на Лусон на 25 ноември 1944 г. |

## История на службата

### Довоенна
На изпитанията, през март – април 1935 г., „Могами“ получава сериозни повреди по заварения корпус. От силната вибрация шпангоутите и стрингерите в кърмовия край се деформират, нарушавайки целостността на обшивката, част от горивните цистерни дава теч. Още повече, от ударите на вълните са подбити листовете на обшивката на носа, и деформиран се оказва целия корпус. Освен това е затруднено въртенето на оръдейни кули № 3 и 4, тъй като при измятането на зенитната палуба са деформирани техните погони (местата за закрепване към корпуса). В резултат на това се налага докуване и спешен ремонт на „Могами“ в Арсенала Куре.
След официалното предаване в експлуатация „Могами“ и „Микума“ са придадени към Четвърти флот за участие в ежегодните лятно-есенни маневри. На 26 септември същата година в състава на главните сили на Четвърти флот те преминават през тайфун, в централната част на който вълните достигат височина 15 – 18 м, а скоростта на вятъра – 30 – 40 м/с. След преминаването при тях, особено на „Могами“, са открити деформации на корпуса, многогобройни разкъсвания за заваръчните шевове, особено в носовия край, също така е затруднено въртенето на носовите оръдейни кули.
Разследването на причините за произшествието и последващото провеждане на втората мащабна модификация на „Микума“ и „Судзуя“ заемат периода от ноември 1935 до октомври 1937 г., тогава е въведен в строй строиният последен „Кумано“. На 1 декември същата година всичките три крайцера са сведени в 7-а дивизия на Втори флот. „Могами“, на който работите са завършени през февруари 1938 г., така и си остава в резерва в Куре.
От 9 до 14 април 1938 г. тритр крайцера на 7-а дивизия извършват поход от Сасебо към Такао. В август те участват в ученията в проливите Бунго и Исе. От 17 до 23 октомври крайцерите извършват поход от Сасебо към Мако и след това се връщат обратно.
През януари 1939 г. на „Могами“ и „Судзуя“ започва третата мащабна модификация – планираната замяна на 155-мм установки на главния калибър с 203-мм. Оставащите „Микума“ и „Кумано“, от 21 март до 3 април 1939 г., плават от Сасебо до крайбрежието на северен Китай, в периода април—май участват в ученията в южната част на японските острови (районът на Кагошима-Сукумо), а на 20 май също така са извадени в резерв за започване на модернизацията.
На 15 ноември 1939 г., след завършване на замяната на кулите, в състава на 7-а дивизия се връщат „Судзуя“ и „Кумано“. от 27 март до 2 април 1940 г. те имат поход от Сасебо към бреговете на Южен Китай и обратно. На 1 май 1940 г. в състава на 7-а дивизия се връщат и „Могами“ с „Микума“.
Във връзка с изострянето на франко-тайския конфликт 7-а дивизия, от 23 до 29 януари 1941 г., преминава от Куре в Самах на остров Хайнан. На 6 февруари тя се връща обратно, посещавайки Бангкок, Сайгон, отново Самах, Мако, Окинава, Такао, заливът Саеки и на 29 март пристига в Куре. От края на април два месеца крайцерите провеждат на учения във водите на метрополията. От 16 до 30 юли 7-а дивизия участва в превземането на Френски Индокитай, прикривайки транспортите с войски до Сайгон. Месец август корабите провеждат в учения.
В края на август – първата половина на септември 1941 г. крайцерите преминават докуване, до средата на ноември се намират на учения. След това, вземайки пълни запаси гориво и боекомплект, те се насочват на юг и на 29 ноември се обединяват в Самах на остров Хайнан.

## Втора световна война

### „Могами“
Към началото на Втората световна война влиза в състава на 7-а дивизия на 2-ри флот. През декември 1941 г. подсигурява десанта на японските войски в Малайзия. В периода януари – февруари 1942 г. действа при бреговете на Индонезия, поддържайки десантните операции. В нощта на 28 февруари – 1 март 1942 г., заедно с крайцера „Микума“ и 12-и дивизион разрушители, участва в боя в Зондския пролив. В резултат са потопени американският тежък крайцер „Хюстън“ (USS Houston (CA-30)) и австралийският лек крайцер „Пърт“ (HMAS Perth (D29)). Освен това от торпедата на „Могами“ вероятно са случайно потопени японски тралчик и четири десантни транспорта. През март 1942 г. оперира при бреговете на Суматра, а след това участва в операциите против Андаманските острови и Бирма. В хода на рейда на японския флот в Индийския океан, „Могами“ действа в Бенгалския залив против британското корабоплаване и 6 април 1942 г. съвместно с „Микума“ и разрушителя „Амагири“ потопява три британски транспорта.
В хода на сраженията при атола Мидуей „Могами“ влиза в състава на групата на близкото прикритие. Вечерта на 5 юни 1942 г. при отклоняване от подводна атака, „Могами“ се врязва в „Микума“ и получава тежки повреди на носовата част. След нейното отделяне и херметизацията на преградите крайцерът, на малък ход поема към остров Уейк, в съпровождение на „Микума“. на 6 юни крайцерите са подложени на атаки на бреговата авиация на САЩ от Мидуей, но не получават повреди. На 7 юни 1942 г. крайцерите са атакувани от американски палубни самолети на самолетоносачите „Ентърпрайз“ (USS Enterprise (CV-6)) и „Хорнет“ (USS Hornet (CV-8)). На „Могами“ падат 5 авиобомби, причинили сериозни повреди и предизвикали пожар, който обаче успяват да потушат. В хода на сраженията екипажът на крайцера губи 90 души убити и 101 ранени.
След временен ремонт на остров Трук в периода юни – юли 1942 г. крайцерът отплава за Япония и от 1 септември 1942 г. до 30 април 1943 г. преминава ремонт и модернизация в Сасебо. Впоследствие е привлечен за превоз на войски в Рабаул. На 5 ноември 1943 г. е атакуван в Рабаул от пикиращи бомбардировачи „Даунтлес“ от самолетоносача „Саратога“ (USS Saratoga (CV-3)) и получава попадение на авиобомба, което предизвиква сериозен пожар. Налага се да се наводнят носовите снарядни погреби. В периода ноември – декември е ремонтиран в Трук, а от 22 декември 1943 г. до 17 февруари 1944 г. преминава поредна модернизация в Куре. След това превозва войски и товари от Япония за Сингапур, на 19 – 20 юни 1944 г. участва в сражението при Марианските острови, като избягва повреди.
По време на сраженията за Филипините влиза в състава на Трето ударно съединение. На 24 октомври 1944 г. получава леки повреди от въздушните нападения. На 25 октомври участва в сражението в пролива Суригао, получава до пет попадения на снаряди от американските тежки крайцери, предизвикали сериозни повреди. Убити са командирът и старшият офицер. При оттеглянето си се сблъсква с тежкия крайцер „Начи“ и получава нови повреди. Продължаващият пожар води до детонации на снаряди и торпеда. Впоследствие крайцерът е обстрелян от американските крайцери и получава 10 – 20 попадения, ответен огън той практически не води. Въпреки това корабът остава на вода, пожарите са потушени, но машините са напълно извън строя. Лишен от ход, „Могами“ е атакуван от палубни торпедоносци-бомбардировачи „Авенджър“ и получава две бомбени попадения. Отново възниква силен пожар и тъй като не успяват да наводнят носовите погреби, старшият по звание офицер заповядва да се напусне корабът. „Могами“ е довършен с торпедо на разрушителя „Акебоно“, загубите сред екипажа съставляват 192 души убити.

### „Микума“
Към началото на Втората световна война влиза в състава на 7-а дивизия на 2-ри флот. През декември 1941 г. подсигурява десанта на японските войски в Малайзия. В периода януари – февруари 1942 г. действа при бреговете на Индонезия, поддържайки десантните операции. В нощта на 28 февруари – 1 март 1942 г. заедно с крайцера „Могами“ и 12-и дивизион разрушители участва в боя в Зондския пролив. В резултат са потопени американският тежък крайцер „Хюстън“ и австралийският лек крайцер „Пърт“. През март 1942 г. оперира при бреговете на Суматра, а след това участва в операциите против Андаманските острови и Бирма. В хода на рейда на японския флот в Индийския океан, „Микума“ действа в Бенгалския залив против британското корабоплаване и на 6 април 1942 г. съвместно с „Могами“ и разрушителя „Амагири“ потопява три британски транспорта.
В хода на сраженията при атола Мидуей „Микума“ влиза в състава на групата на близкото прикритие. Вечерта на 5 юни 1942 г. при отклоняване от подводна атака, в „Микума“ се врязва в „Могами“. „Микума“ не получава сериозни повреди при това стълкновение и е оставен за прикритие на „Могами“. На 6 юни крайцерите са подложени на атаки на бреговата авиация на САЩ от Мидуей, но не получават попадения, обаче свален бомбардировач „Виндикейтър“ се врязва в кула на главния калибър на „Микума“. На 7 юни 1942 г. крайцерите са атакувани от американски палубни самолети на самолетоносачите „Ентърпрайз“ и „Хорнет“. В „Микума“ попадат не по-малко от 5 авиобомби, разрушавайки една от кулите на главния калибър и изваждат от строй две машинни отделения, вследствие на което „Микума“ губи ход. На кораба започва пожар. Когато пламъкът се разпространява по крайцера, детонират торпеда, причинявайки непоправими разрушения. Екипажът оставя кораба и към вечерта на 7 юни 1942 г. „Микума“ потъва. Загубите са над 650 души, включително командира на кораба.

### „Судзуя“
Веднага след влизането му в строй корабът е изваден в резерва. През 1938 г. той влиза в състава на действащия флот и осигурява воинските превози в Южнокитайско море, но след това е поставен за модернизация в Куре. Работите се водят от 31 януари до 30 септември 1939 г. През 1940 г. действа при бреговете на Китай. В периода януари – март 1941 г. оперира в Сиамския залив, оказвайки демонстративно давление върху френските власти в Индокитай. В периода юни – август 1941 г. „Судзуя“ подсигурява превоза на японски войски за Индокитай.
С началото на Втората световна война действа при бреговете на Малайзия, поддържайки десантните операции. През февруари 1942 г. прикрива нахлуването на Суматра, а след това до 4 март 1942 г. действа при бреговете на Ява. „Судзуя“ участва в операциите против британското корабоплаване в Бенгалския залив. От 1 април до 11 април 1942 г. той съвместно с крайцера „Кумано“ и разрушителя „Ширакумо“ потопява четири британски и един американски транспорта. В хода на сраженията за Мидуей влиза в групата на прикритието, без да има повреди. На 24 август 1942 г. участва в сражението при Източните Соломонови острови, повреди, както и успехи няма. След това крайцерът действа в района на остров Гуадалканал. В нощта на 14 ноември 1942 г. „Судзуя“ заедно с тежкия крайцер „Мая“ обстрелва американското летище Хендерсън фийлд на Гуадалканал. Изстрелвайки над 500 снаряда на главния калибър, „Судзуя“ заедно с „Мая“ има известен успех. 18 американски самолета са унищожени, 32 са повредени. През март 1943 г. преминава ремонт в Куре, с поставянето на радар и нови зенитни автомати. След това нееднократно е привличан за превоз на войски и съпровождение на конвои.
На 19 – 20 май 1944 г., по време на сражения за Марианските острови, „Судзуя“ влиза в състава на главните сили на 1-ви Мобилен флот, не получава повреди, но и не постига никакви успехи. Преди началото на японската операция „Шо-го“ крайцерът е включен в състава на 1-во Диверсионно ударно съединение. В хода на сражения в заливе Лейте, на 25 октомври 1944 г., „Судзуя“ съвместно с другите кораби на ударното съединение потопява ескортния самолетоносач „Хембиер Бей“, разрушителите „Джонсон“, „Хоел“, ескортния разрушител „Самюел Б. Робъртс“. В същото време „Судзуя“ е атакуван от американски палубни самолети и в резултат на близък разрив на бомба получава повреди по винтовете. В хода на последващите атаки по въздух още една бомба се взривява до борда по време на презареждането на торпедни апарати. Възниква пожар, който веди до взрив на торпедата. Разрушени са ред машинни и котелни отделения, корабът губи ход. Час след това продължаващият пожар води до детонация на резервните торпеда и погребите за боеприпаси на зенитната артилерия. Екипажът изоставя обвития в пламъци кораб и се прехвърля на разрушителя „Окинами“. Всичко се спасяват 620 души, загиват над 500, в т.ч. и командирът на крайцера. Скоро след това напуснатият кораб потъва.

### „Кумано“
При влизането си в строй е веднага изваден в резерва, но от 1 декември 1937 г. става флагман на 7-а дивизия крайцери. През 1938 г. действа в Южнокитайско море и осигурява превозите на войски. През 1939 г. преминава модернизация с укрепване на корпуса и замяна на артилерията на главния калибър. Връща се в строй в края на 1939 г. и от 1 януари 1940 г. отново става флагман на 7-а дивизия. През януари – март 1941 г. оперира в Сиамския залив, като заплаха за френските власти.
С началото на войната в Тихия океан, „Кумано“, заедно с другите крайцери на 7-а дивизия, прикрива нахлуването на японските войски в Малайзия. През февруари 1942 г. действа при бреговете на Индонезия, през март участва в превземането на Андаманските острови. През април 1942 г., заедно със „Судзуя“ и разрушителя „Ширакумо“, потопява в Бенгалския залив пет вражески транспорта. В хода на сражението за Мидуей влиза в състава на групата за прикритие, не получава повреди. През октомври 1942 г. „Кумано“ поддържа операциите на японския флот при Гуадалканал, след това преминава на Трук, после в Япония. През април 1943 г. преминава ремонт и модернизация в Куре. В течение на 1943 и 1944 г. нееднократно се привлича за войскови превози. В хода на една от тези мисии, на 20 юли 1943 г., в района на Коломбангара получава повреди по корпуса от близък разрив на авиобомба. В периода март – април 1944 г. преминава поредна модернизация в Сингапур.
В хода на сраженията за Филипините влиза в състава на Първо диверсионно ударно съединение. По време на боя в залива Лейте, на 25 октомври 1944 г., води огън по американските самолетоносачи и разрушители, сам получава попадение на торпедо в носовата част от разрушителя „Джонсон“. Разрушени са редица отсеци, излиза от строй водоотливната система, скоростта пада до 15 възела. Американската авиация нееднократно атакува „Кумано“. На 26 октомври 1944 г. той получава три попадения на авиобомби по време на преминаването му през морето Сибуян. Корабът получава нови повреди, скоростта пада до 10 възела и му заповядват да се насочи към Манила. В Манила крайцерът пристига на 28 октомври 1944 г., и към 3 ноември 1944 г. неговият корпус е херметизиран, поправени са част от механизмите и крайцерът вече може да развие 15 възела. На 5 ноември 1944 г. „Кумано“ отплава от Манила в състава на конвой. На 6 ноември този конвой е атакуван от група американски подводници. „Кумано“ получава две попадения на торпеда от ПЛ „Рей“. Откъснат е носовият край, наводнени са всички машинни отделения. Но крайцерът остава на вода и на буксир е отведен в залива Санта Крус на остров Лусон.
В Лусон екипажът на кораба успява да изпомпа водата, да затапи пробойната и да пусне една от турбините, което трябва да осигури ход 6 възела. Обаче на 25 ноември 1944 г. той е атакуван от група пикировачи и торпедоносци на самолетоносача „Тикондерога“ (USS Ticonderoga (CV-14)). В хода на нападението крайцерът получава пет попадения на авиобомби и пет попадения на торпеда, като последните са само в левия борд. Независимо от опитите на екипажа да изправи кораба, „Кумано“ се преобръща и потъва 45 минути след началото на нападението. От състава на екипажа се спасяват 595 души, около 600 души загиват. Командирът на крайцера пожелава да умре заедно с кораба си, но е насилствено евакуиран от членовете на екипажа.

## Коментари
1. ↑  При построяването и до замяната на кулите на главния калибър (ГК) се класифицират като крайцери 2-ри клас (нито дзюнъйокан), а след замяната – като крайцери 1-ви клас (ито дзюнъйокан). Подробно за класификацията на корабите на ЯИФ виж книгата на Лакруа и Уелс, с. 698 – 699.
2. ↑  Противоречие между източниците. В легендата към плановете за проекта C-37 в „Шьова Джошенси“, с. 469 е обозначена цифрата 8500 тона, а в Maru Special № 10, с. 27 – 9500 тона. Лакруа обяснява това несъответствие с това, че е възможно, първата цифра да е разчетна величина, като в същото време втората да е много по-блика до фактическата. Виж книгата на Лакруа и Уелс, с. 437, бележка 10. На с. 818 той допълнително пояснява, че стандартната водоизместимост от 8500 дълги тона е само стартова цел при създаването на базовия проект C-37.
3. ↑  Конструкциона стомана с повишена якост, съдържаща 0,25 – 0,30% въглерод и 1,2 – 1,6% манган. Разработена е от британската компания „Дейвид Колвил енд Сонс“ (оттук и обозначението „Dücol“, или просто „D“) през 1925 г., тя е малко по-здрава от „HT“. Виж книгата на Лакруа и Уелс, с. 742 – 743.
4. ↑  Конструкционна стомана с повишена якост, съдържаща 0,35% въглерод и 0,8 – 1,2 % манган. Виж книгата на Лакруа и Уелс, с. 742 – 743.
5. ↑  Хромникелова бронева стомана, съдържаща 0,43 – 0,53% въглерод, 3,7 – 4,2% никел и 1,8 – 2,2% хром. Аналог на по-ранната британска тип VH и се произвежда в Япония от началото на 20-те години на ХХ век. Виж Лакруа и Уелс, с. 742 – 743
6. ↑  Хромникелмедна бронева стомана, съдържаща 0,38 – 0,46% въглерод, 2,5 – 3,0% никел, 0,8 – 1,3% хром и 0,9 – 1,3% мед. Аналог на по-ранната хромникелова бронева стомана NVNC, използва я се от 1932 г. за плочи с дебелина 75 мм и по-малко. Виж Лакруа и Уелс, стр. 742 – 743.
7. ↑  В терминологията на ВМФ на СССР и РФ съществуващите само по краищата долна и трюмна палуби на „Могами“ са не палуби, а платформи.